# 南禅寺 (五台)
38°42′04″N 113°06′50″E / 38.70111°N 113.11389°E
南禅寺位于中华人民共和国山西省五台县阳白乡李家庄村西北。大殿建于唐建中三年（公元782年），为两村村民合资所建。因其位置偏，规模小，在县志并无记载，故唐武宗会昌法难时期得以保存。寺院自建成始，香火延续千年，后朝均有修缮，惟余大殿，乃唐代遗构。南禅寺是中国现存最古老的木结构建筑，1961年公布为全国重点文物保护单位。大殿坐北朝南，单檐九脊顶，构架抬梁式，其多种木构技法已成孤例，对后世研究唐代建筑具有重大意义。

## 古刹历史

### 唐朝
隋唐以来，多代帝王推崇佛教，至唐中期时，佛教已达鼎盛。而五台山地区历来就是佛教圣地，千百年的积淀，使它周边布满了大大小小的寺庙。彼时的南禅寺，只是台外由村民自发筹建的一座香火庙。唐建中三年（782年），南禅寺重修，殿内西平梁下留有墨迹“因旧名大唐建中三年岁次壬戌月居戊申丙寅朔庚午日癸未时重修殿法显等谨志”。大殿为典型的唐代木结构；面宽进深均为三间，四架椽；屋顶为单檐歇山顶。大殿内有同时期彩塑17尊，石狮3只，石塔1座。周围配有山门等附属建筑。

### 中华人民共和国时期

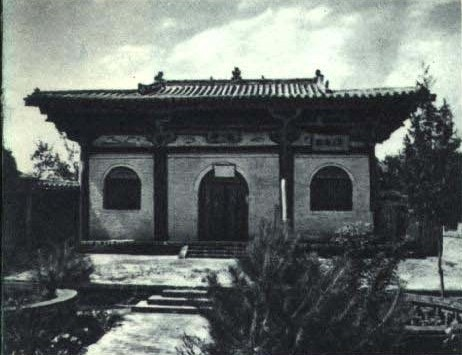
1963年五台南禅寺

20世纪50年代，文物专家又在五台县发现了南禅寺，大殿平梁上面有：“因旧名（时）大唐建中三年……重建殿法显等谨志”的墨迹，推算其重建于公元782年，比佛光寺东大殿早75年。之前在抗战年代，日军曾拆取南禅寺内的砖块以修筑碉堡。文革时候，南禅寺院内的佛像受到一定程度的损毁。1970年左右，来自五台山各庙的63名僧人被遣至南禅寺生活，为此，东西南殿内的佛像被放置殿外。七十年代中期政府拨款二十多万元对其进行修缮。。1999年11月24日，3名抢匪进入南禅寺，剖开唐代佛像抢走内藏宝物，并锯断劫走两尊供养菩萨和一尊狮奴。

## 寺院结构
南禅寺坐北朝南，占地3078平方米。南北长60米、东两宽51米多，为四合院型，分东、西两院，共有殿宇6座，除主体建筑大佛殿三间是唐代原物外，山门内的四合院中，还包括东、西配殿等明清建筑。:152
南禅寺内唐代古建还包括一座石塔（应是2011年被盗的北魏石塔）和三只石狮。石塔为五层，高51厘米，第一层四周刻满佛教故事，四角各有一座小塔。第二层每面正中雕刻有佛像一尊，两侧各有上下两层，每层雕刻佛像二尊。第三至第五层，每层的各面均雕刻有佛像三尊。石狮一只高78厘米，另两只高45厘米。

## 大殿详情

### 主体结构
大佛殿为单檐歇山九脊顶。面阔、进深均为三间，平面约为方形。横向宽11.62米，纵深9.9米。大殿使用周围的12根结实的柱子支撑巨大的殿顶，墙壁没有承重作用，只起到间隔作用。柱头采用斗拱，屋脊两侧装饰有鸱尾(70年代后补)。 从此处得知，中唐时期木结构梁架已经使用“材”(栱高)作为木构用料标准。大殿体现了唐代木建筑简约，稳重，大方的风格。
大殿西侧的三根檐柱为方形木柱，形制古朴，推测是更为古早的建筑遗构。
南禅寺大佛殿是中国现存古建筑中屋顶举折(坡度)最平缓的建筑。

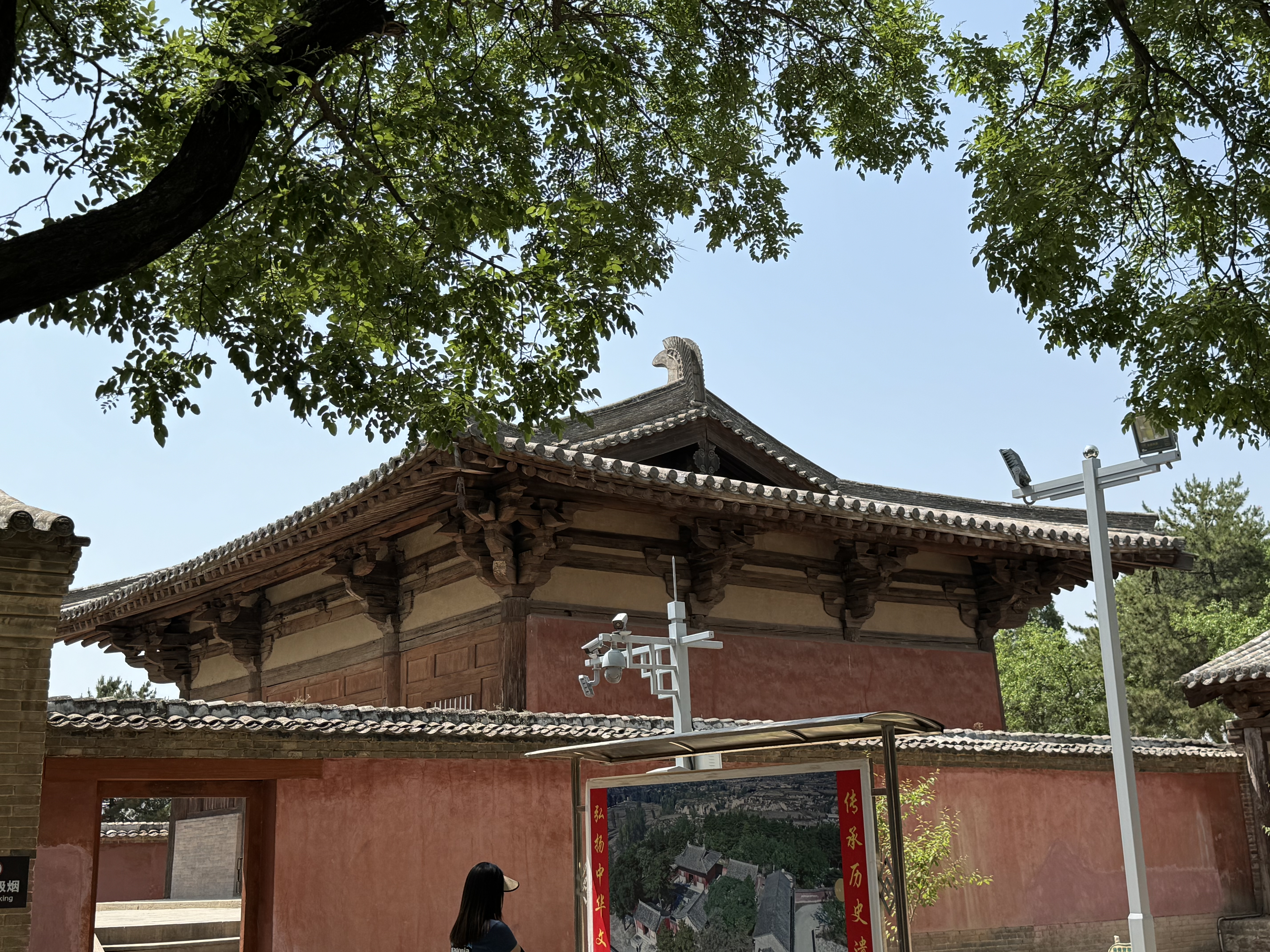
大殿平缓的歇山顶

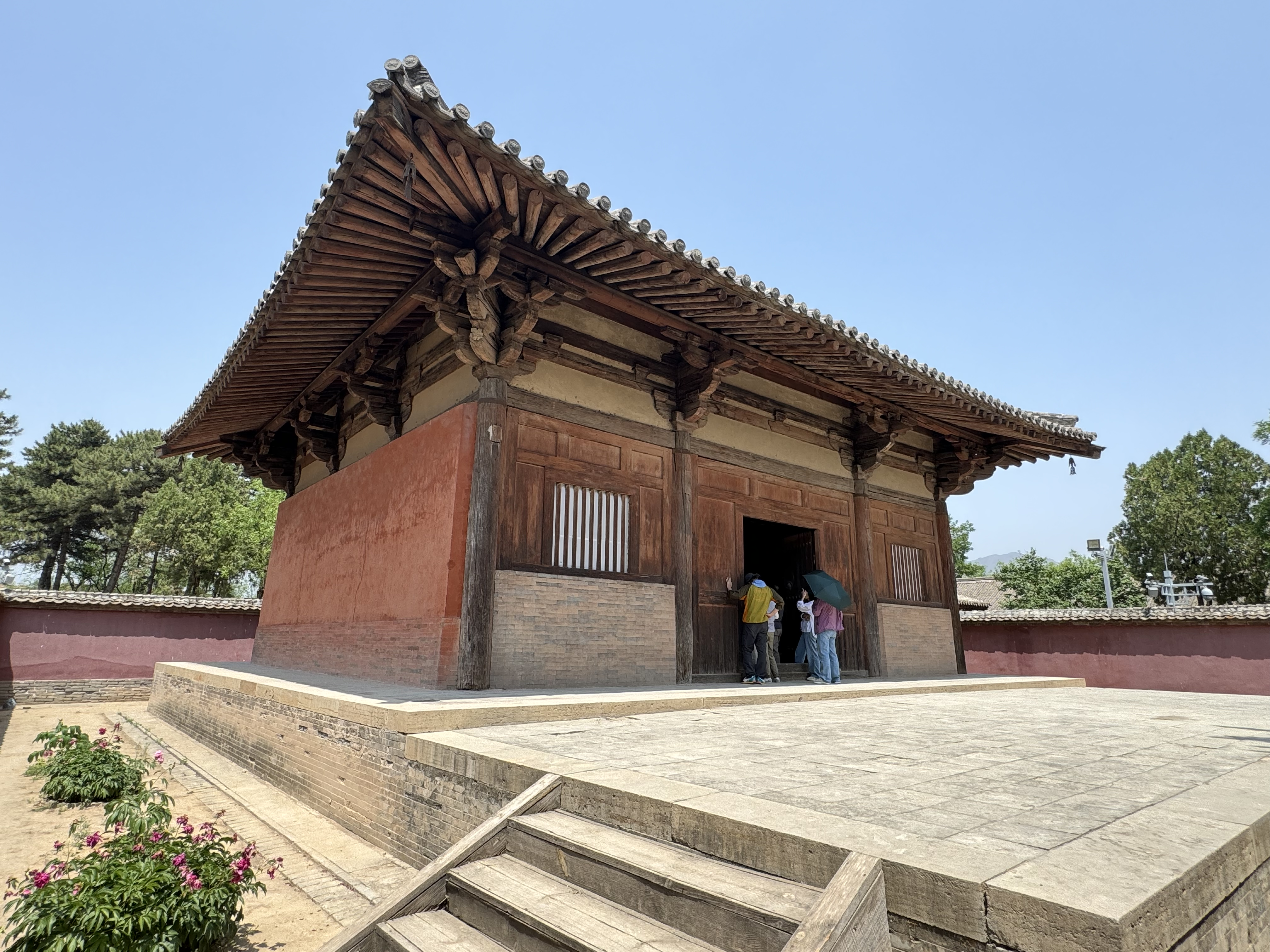
大殿左侧面
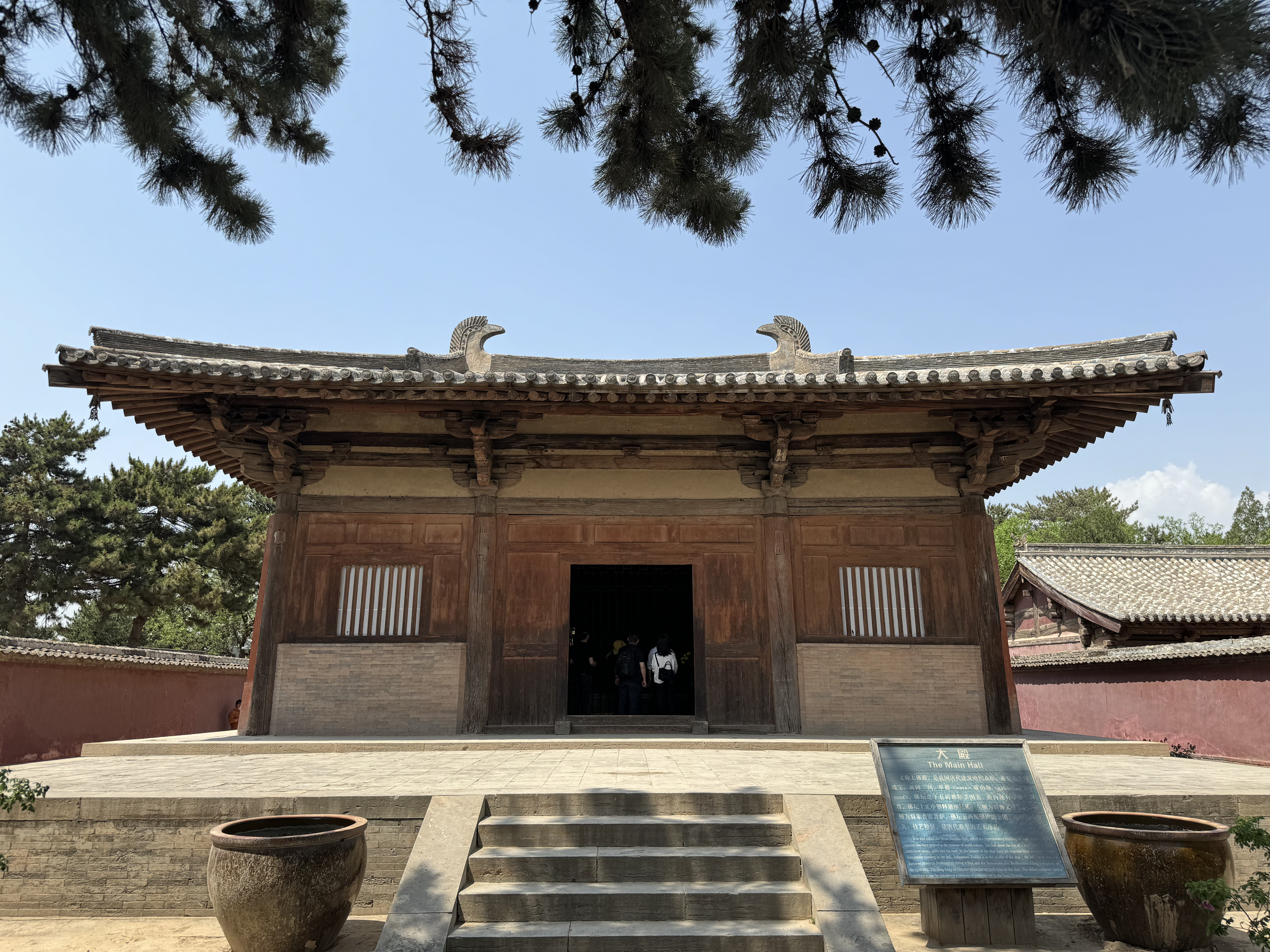
大殿正面
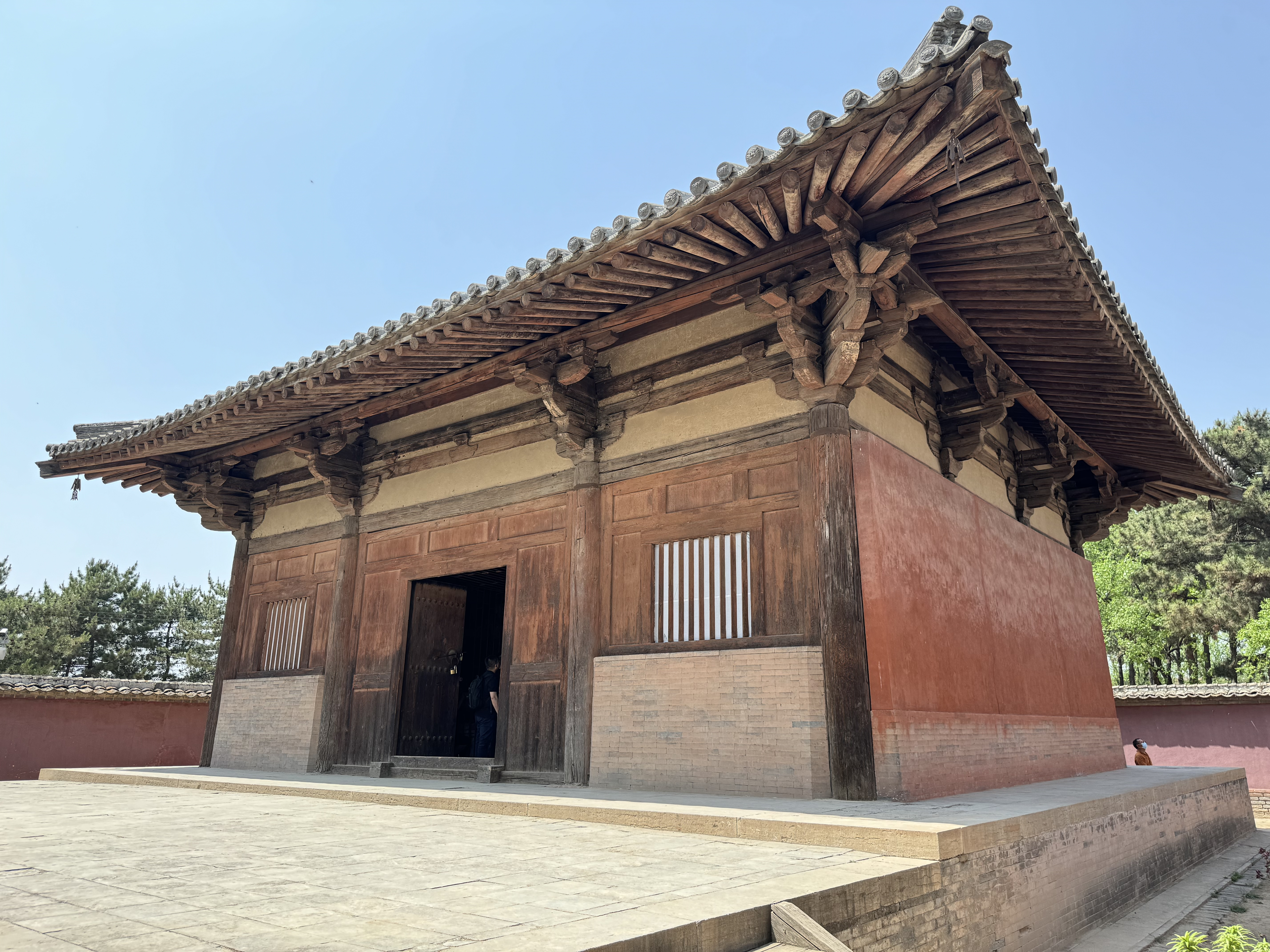
大殿右侧面
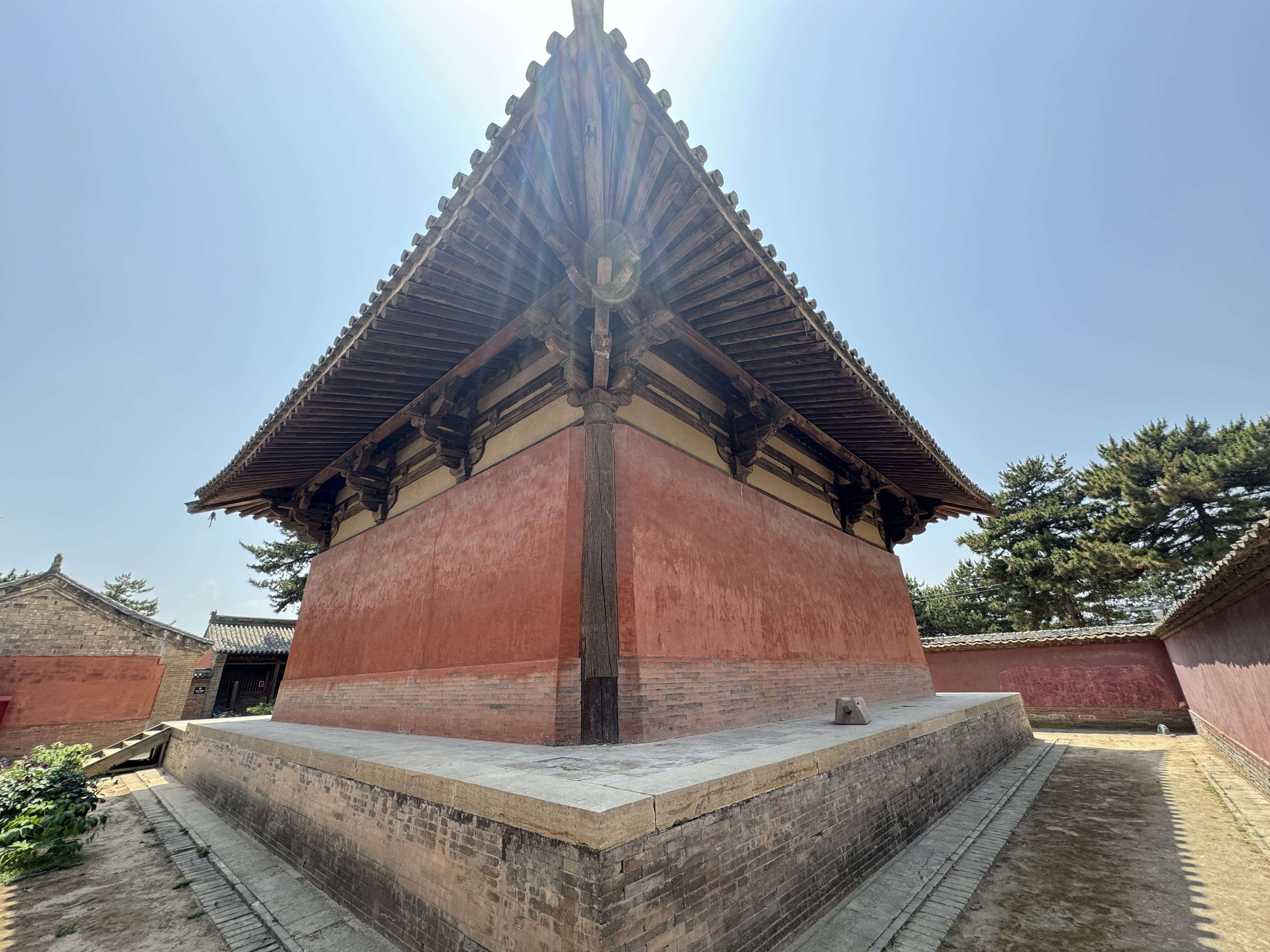
大殿背面

### 大殿内部
在殿内中后部，有“凹”字形佛坛长8.4米，宽6.3米，高0.7米。坛上有唐代彩塑十七尊：释迦牟尼佛像居中，文殊菩萨、普贤菩萨分列左右，还包括天王，金刚，童子等。佛坛四周，刻满花纹、莲瓣，为唐代砖雕艺术品。

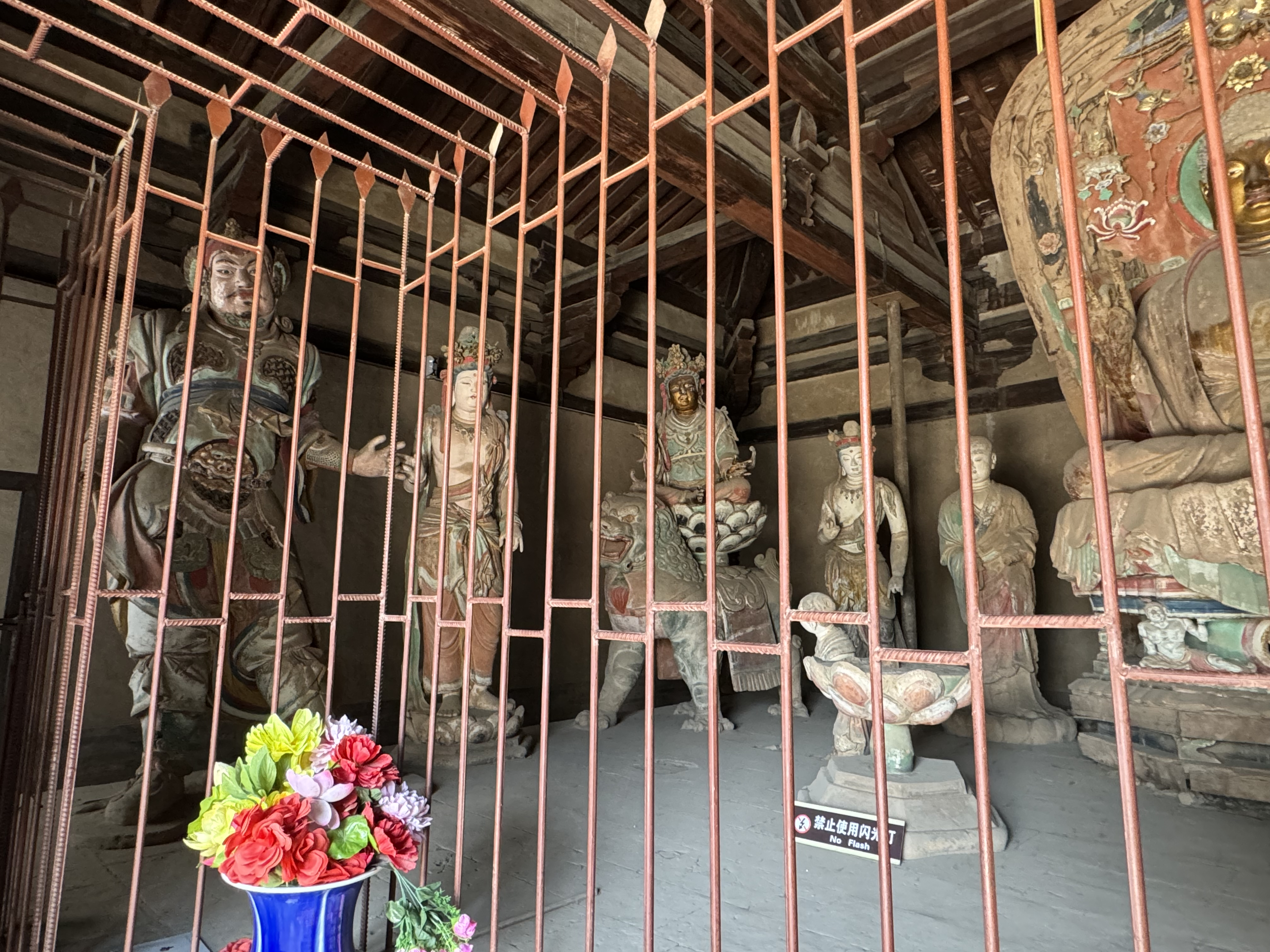
佛坛左侧
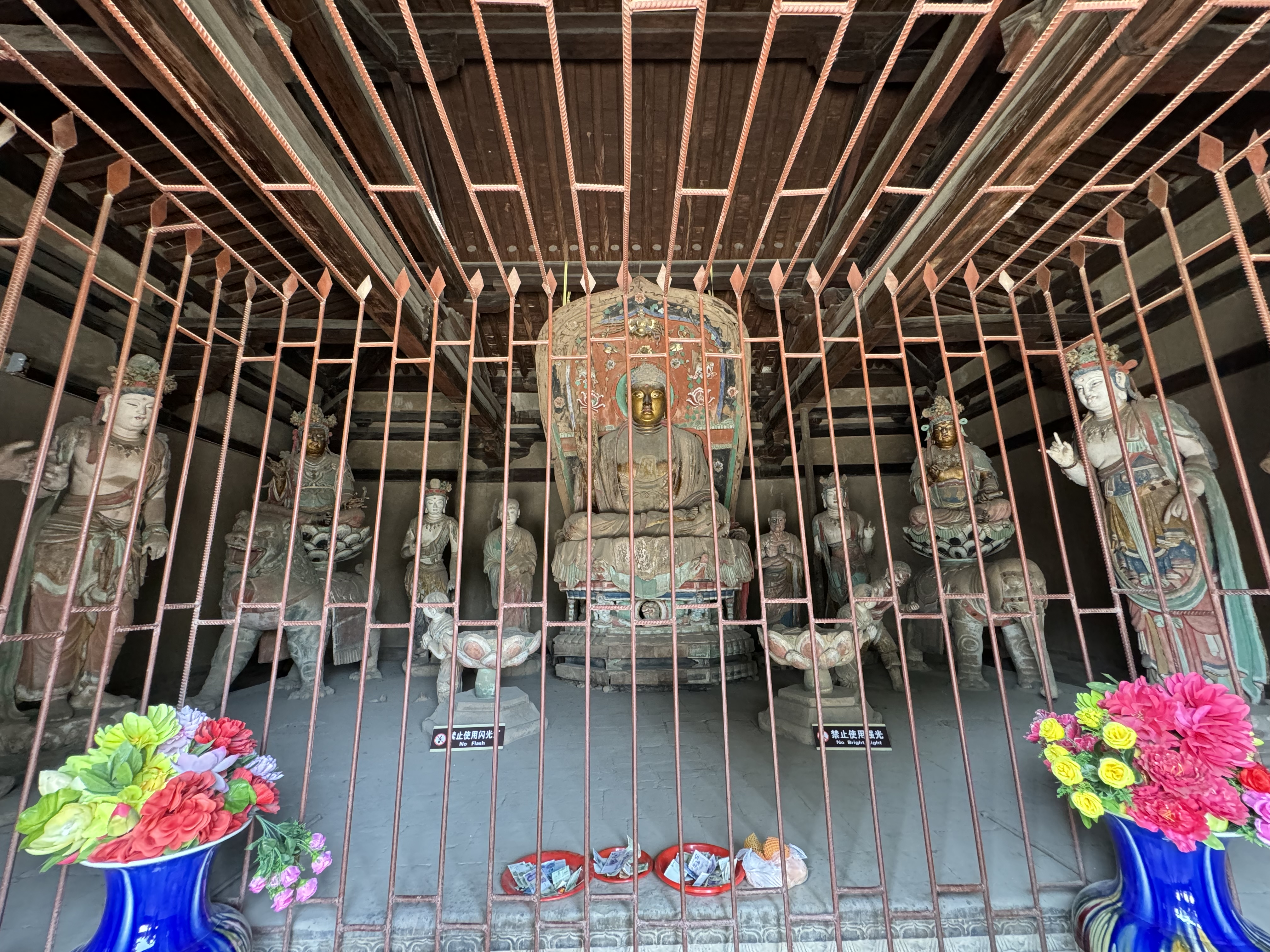
佛坛中部
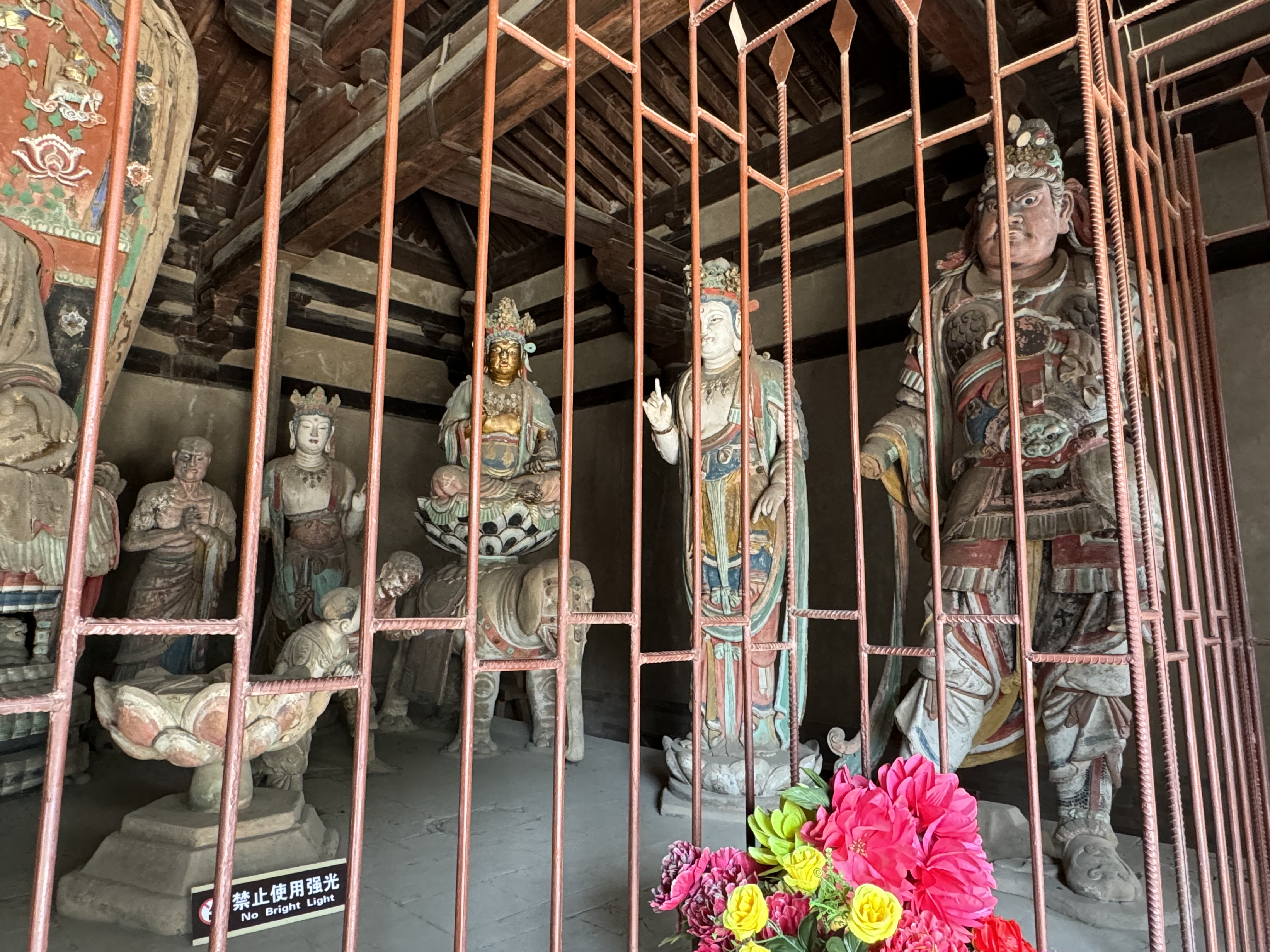
佛坛右侧

### 大殿铺作

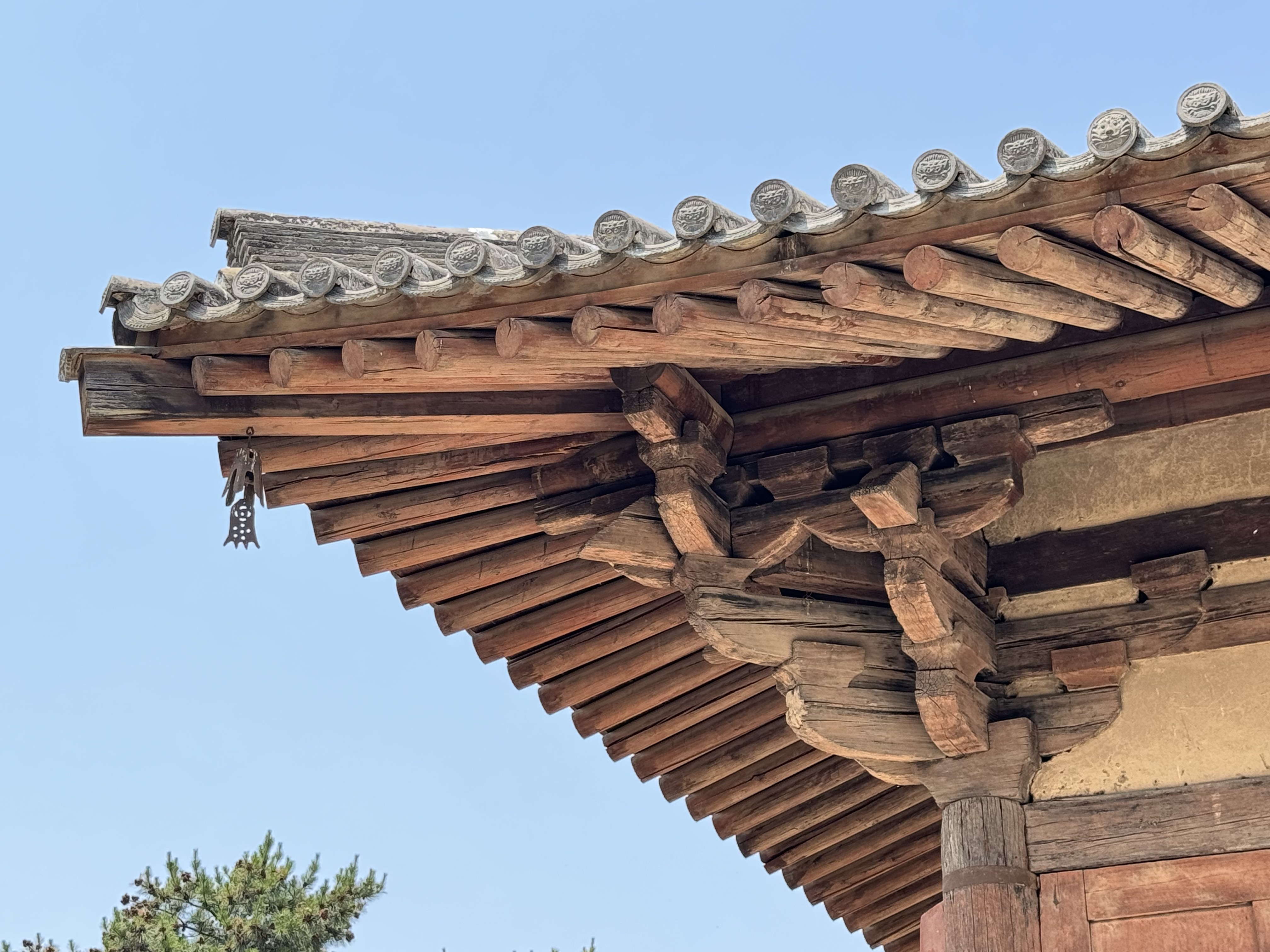
大殿转角铺作

中国古代木构建筑的斗拱形制，在南禅寺大佛殿基本定型。大殿12根檐柱柱头均直接承托斗栱，此带有明显的唐风。 大殿12根檐柱子中西面（殿左面）3根为方形柱，其余面9根均为圆形柱。据推断，大殿方柱的年代比圆柱还要早，很可能是南禅寺创建时的遗构。现存圆形柱是后期修缮替换原有方形柱的结果。斗栱为五铺作双抄出两跳，无补间铺作。柱头正心栌斗上置泥道栱，栱上架柱头枋，枋上隐刻185厘米泥道慢栱，栱头施散斗；斗口上又架柱头枋。前后檐柱头铺作中第一跳48厘米偷心华栱为足材，与泥道栱交叉置于栌斗之上，四椽栿也为足材，尾部伸出檐外砍成第二跳33厘米华栱。故华栱两跳皆为足材。:152栿上单材缴背伸出制成批竹昂式耍头，与令栱相交，施202厘米长的替木承橑檩槫。昂型耍头与其下二跳华栱之间施交互斗连接。山面铺作与檐下铺作基本相同，惟二跳华栱为单材，栱上丁栿亦单材，伸出作昂型耍头。转角铺作除两侧正出华栱，同时45°方向斜出单材华栱两跳，上置平盘斗，与长123厘米的令栱伸出部分制成鸳鸯交首栱，无衬方头。三种铺作中斗栱出跳皆非等距，而是由内到外逐渐缩减。斗栱细部手法有两个特征：一是各柱头斗栱上第二层柱头枋上均施驼峰、皿板、散斗，用以承压槽枋，后世少见此法，特别是皿板的使用；:67二是各栱栱头卷杀五瓣，每瓣都微向内倾3毫米，常见于齐隋时期石构件，现存木构建筑中仅此一例。在不影响构建承重能力的前提下，不失为一种灵动的点缀。:67-68大殿斗栱用料较大，栱枋断面尺寸多为26厘米，栱高多为37厘米，均超出宋《营造法式》规定，而宽度多为17厘米，则小于规定，其余斗栱构件与规定基本一致。:68

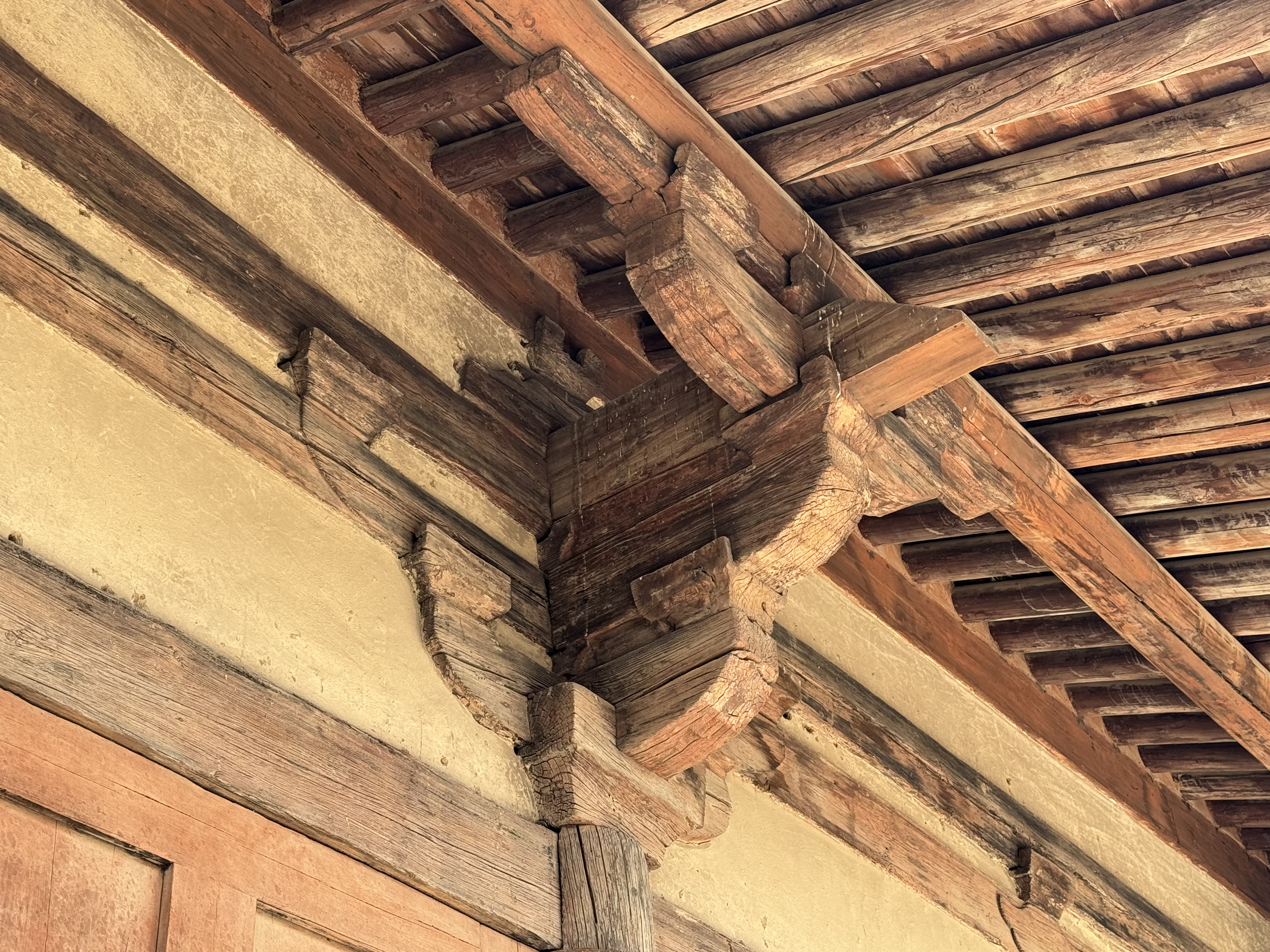
前檐柱头铺作-五铺作双杪偷心造
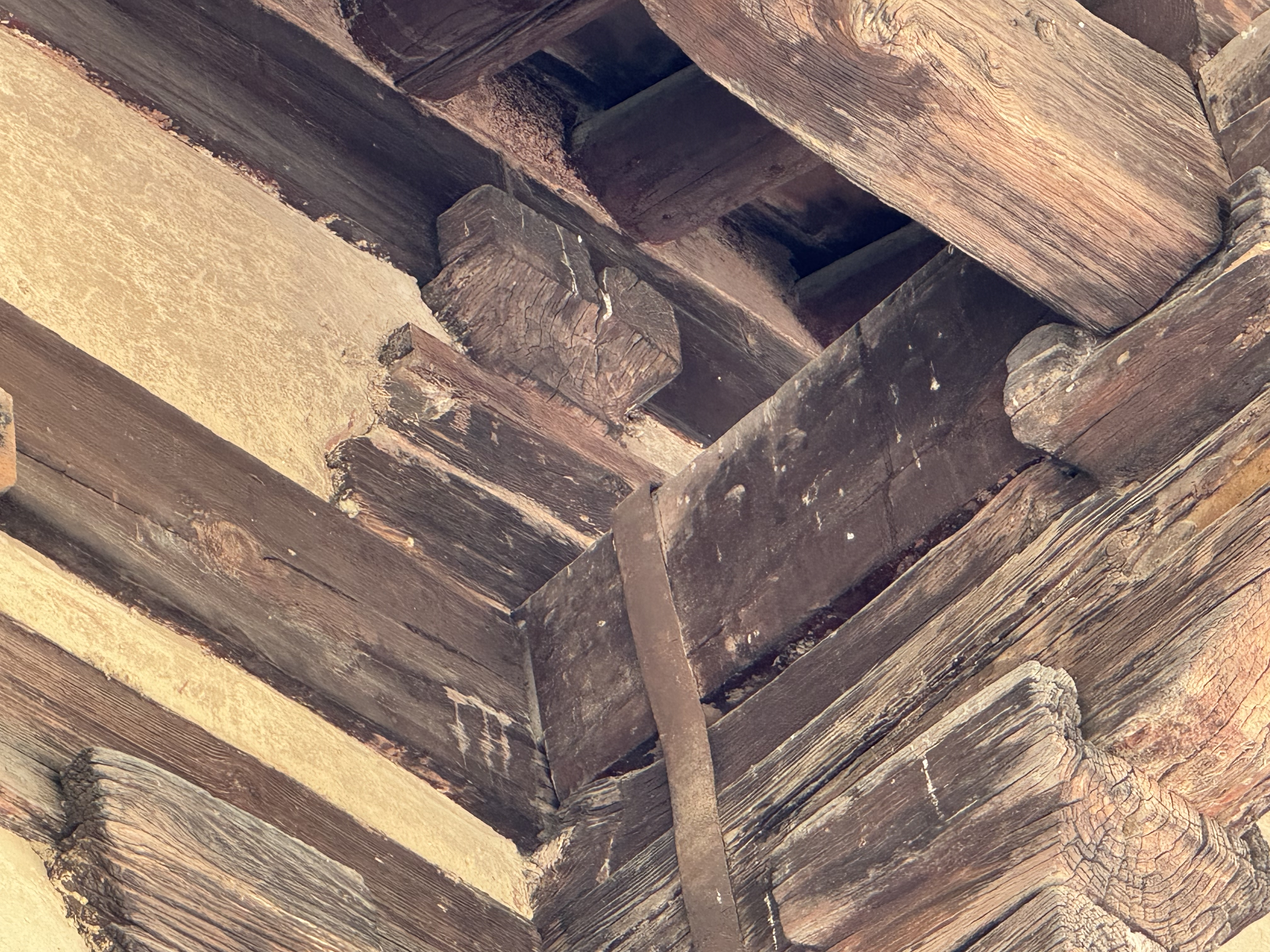
前檐柱头铺作-驼峰和皿板
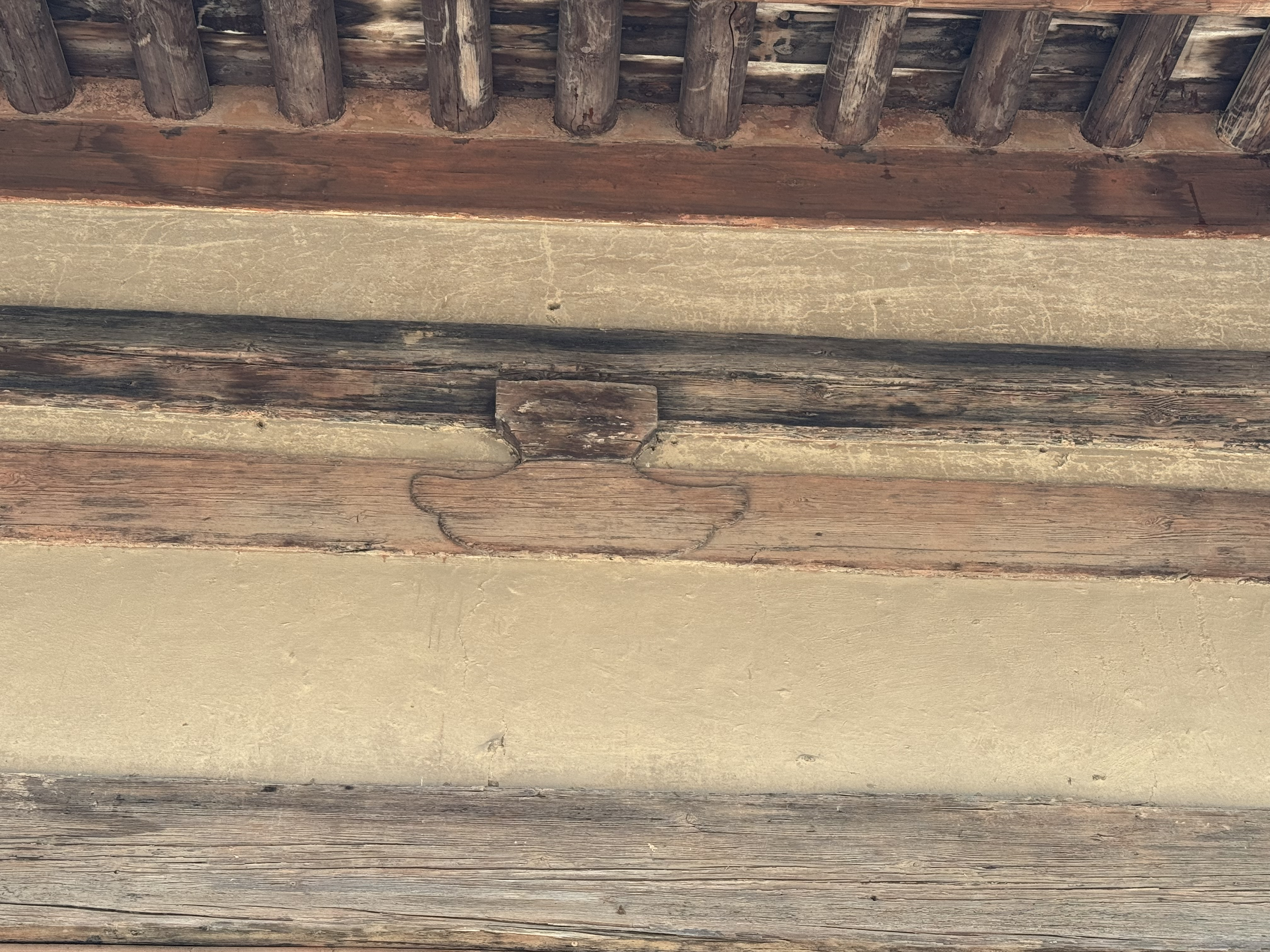
隐刻驼峰
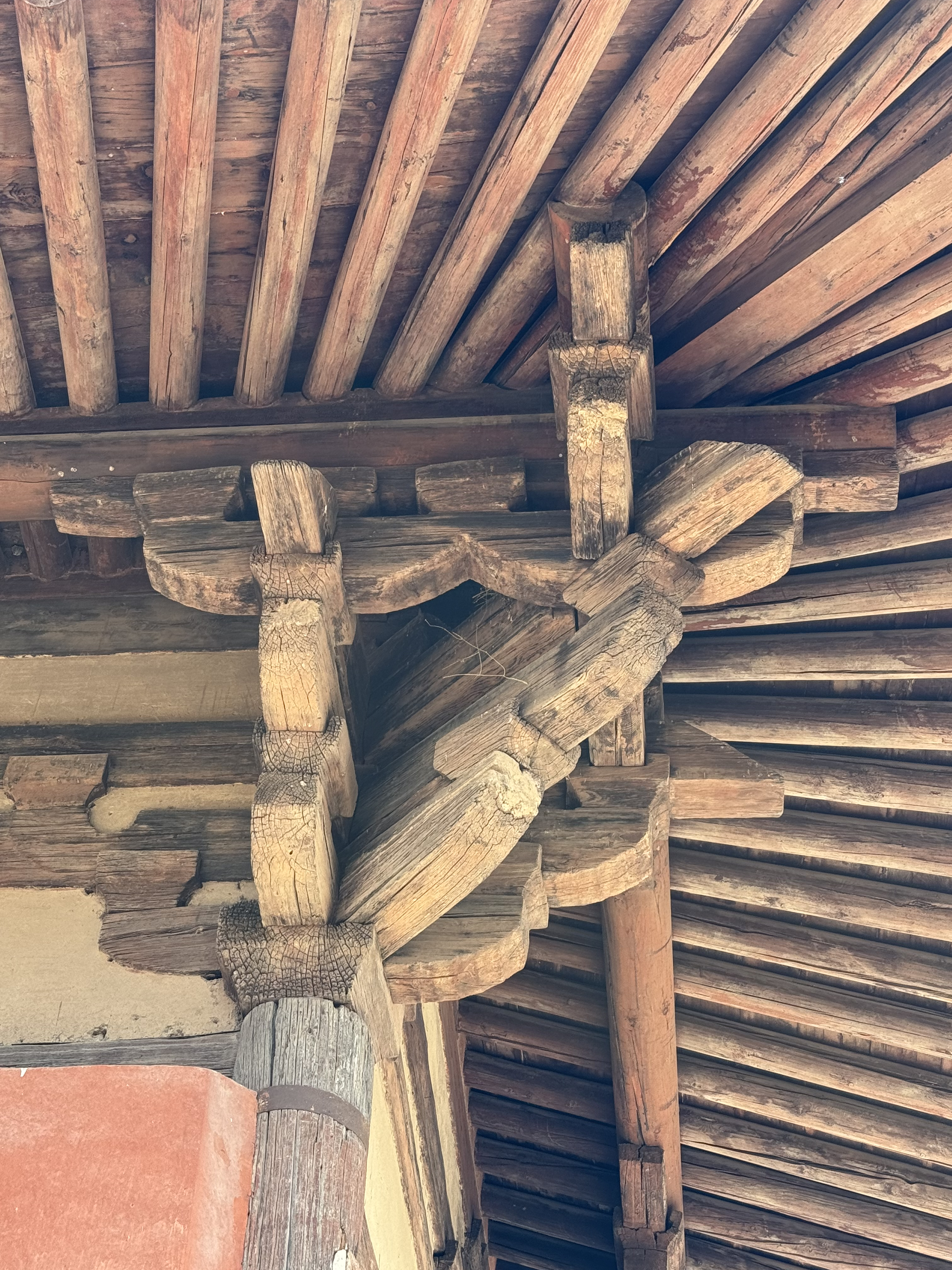
转角铺作
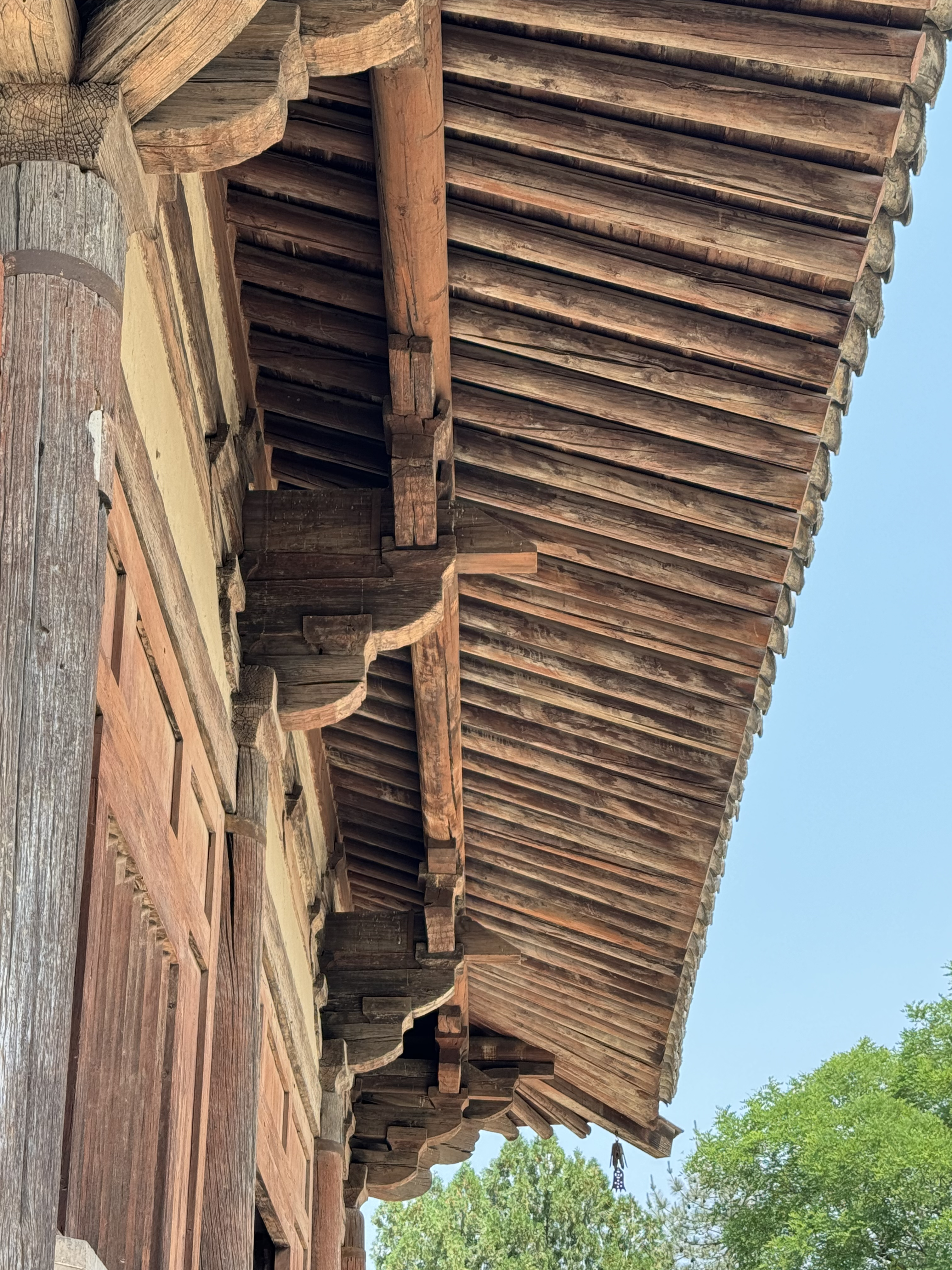
山面檐下铺作
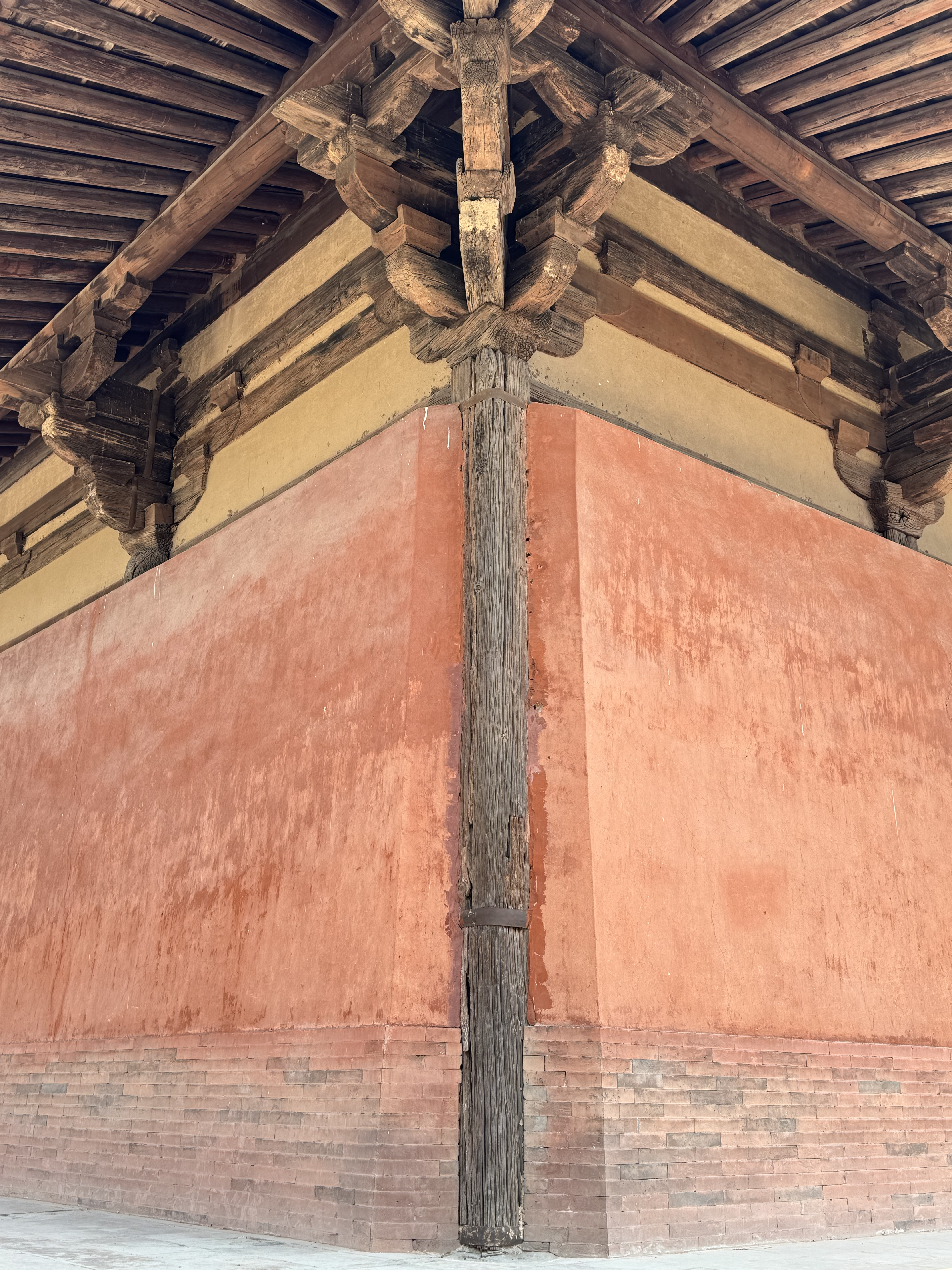
早期方形柱
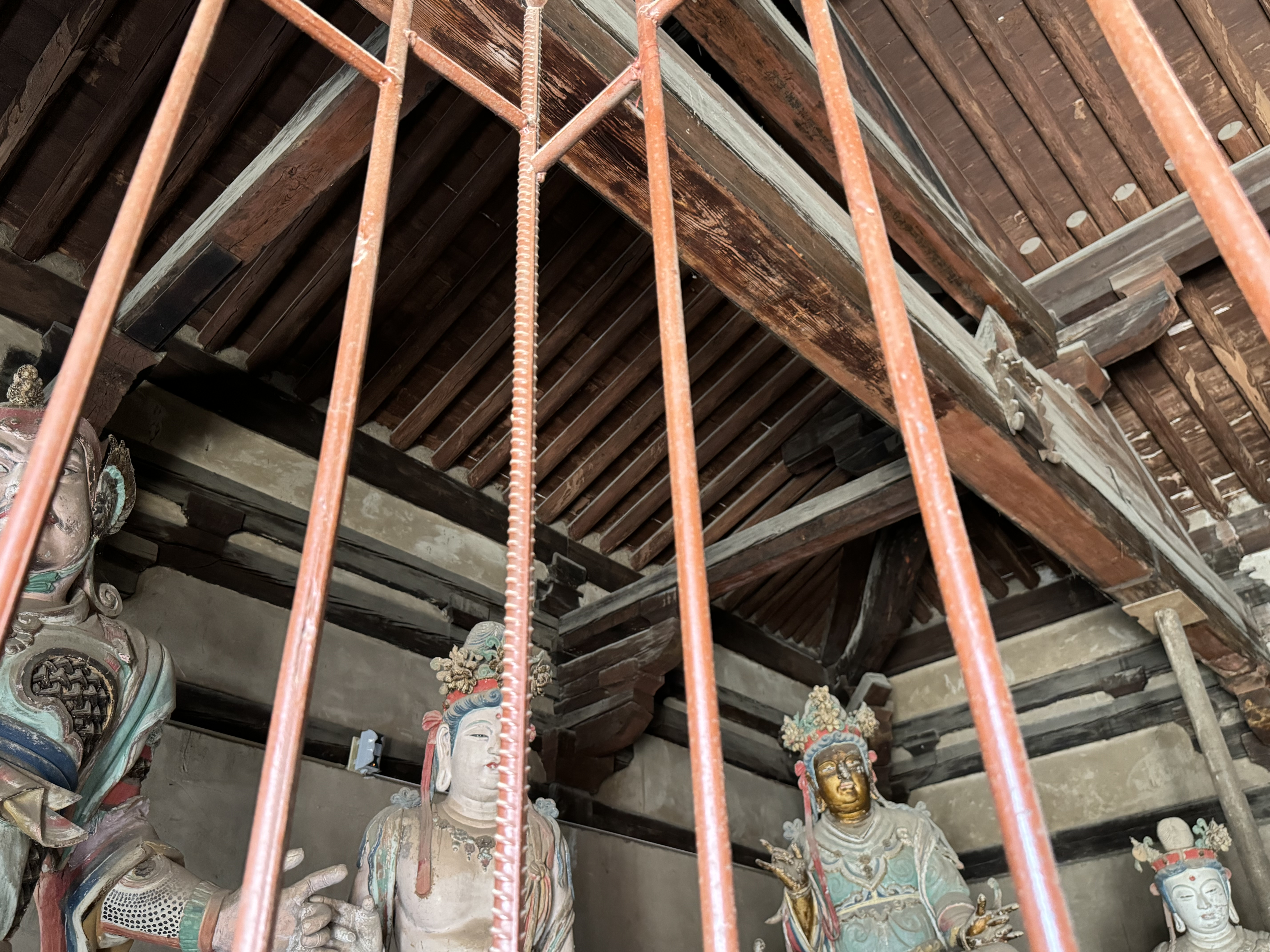
大殿里转华栱及丁栿
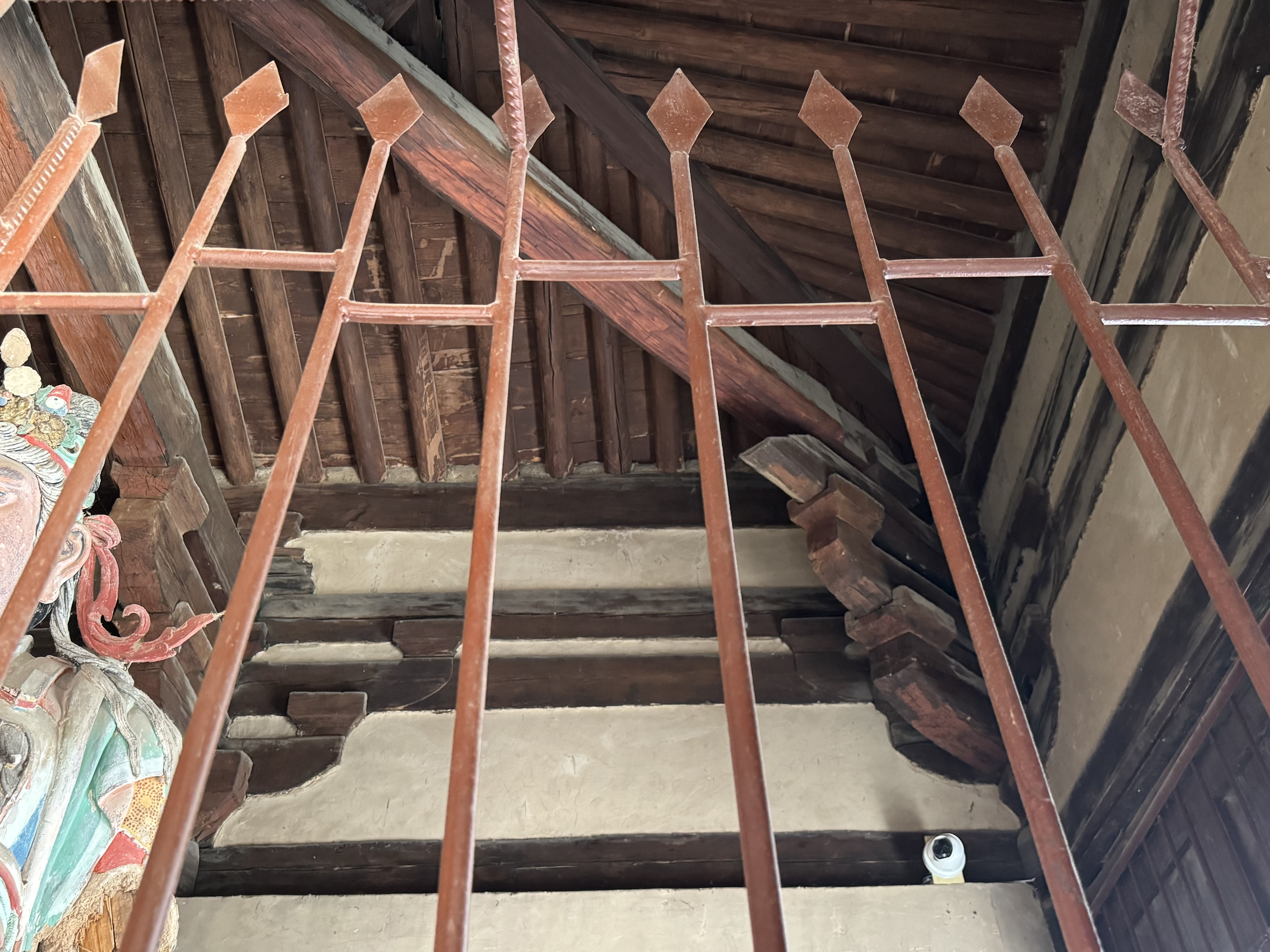
大殿角柱里转华栱及斜札牵
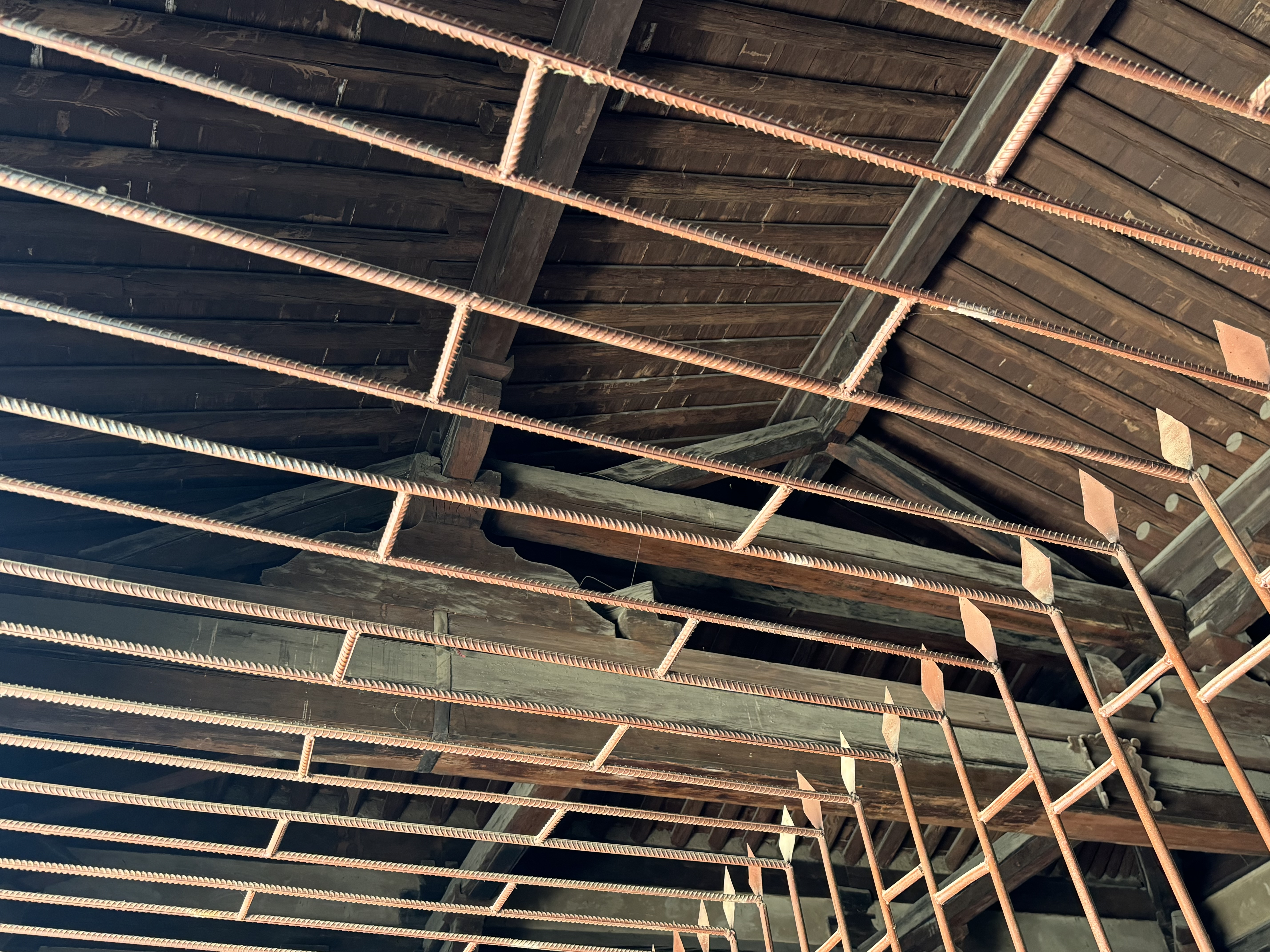
大殿大叉手
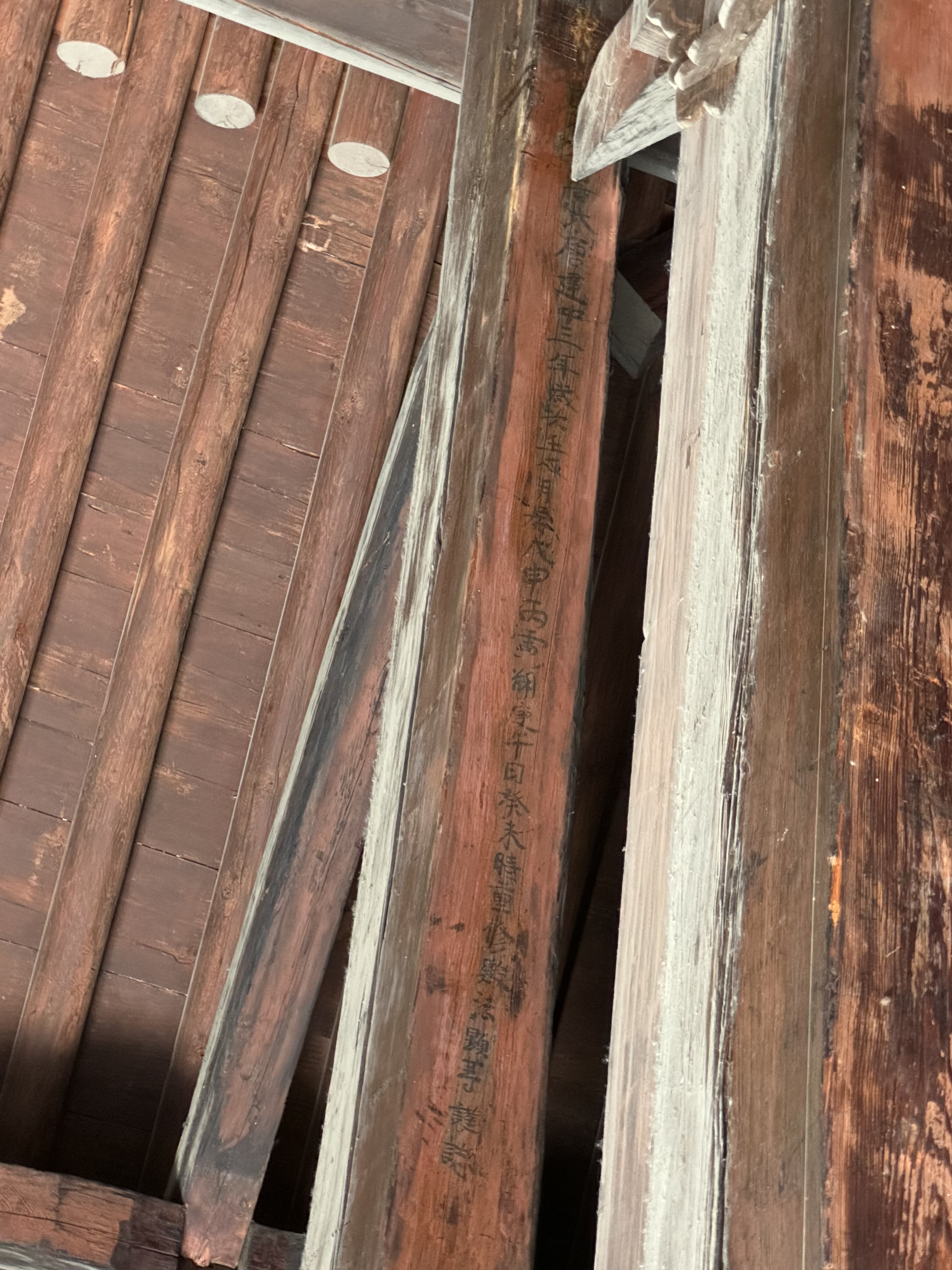
大殿大唐建中三年重建题记

## 大殿唐代塑像

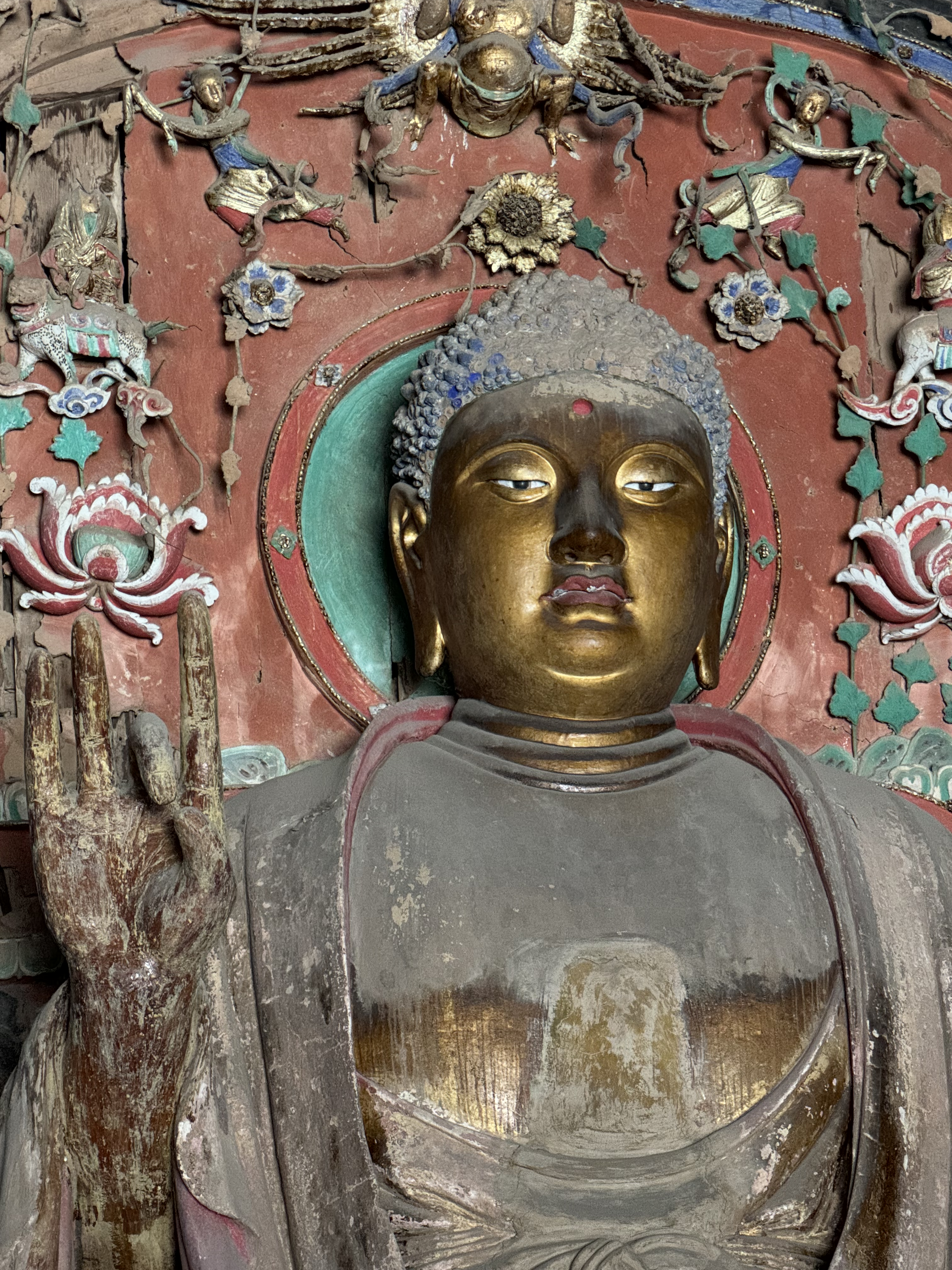
释迦牟尼佛

南禅寺大殿佛坛原有17尊唐代泥彩塑，现存14尊（3尊1999年被盗）。佛坛最中央为释迦牟尼佛，其余塑像以释迦牟尼佛为中心左右对称式布局。佛坛释迦牟尼佛左侧为阿難，右侧为迦叶。二弟子左右各有一位胁侍菩萨。佛坛左侧骑青狮为文殊菩萨，佛坛右侧骑白象为普贤菩萨。二者旁边各有一位侍立菩萨和一位天王。普贤菩萨之前有獠蛮牵引白象、文殊菩萨之前有扶霖（1999年被盗）牵引青狮。二者身旁有各有一童子仰望。释迦牟尼佛前方有坐于莲花台上的两位供养菩萨（1999年被盗）。

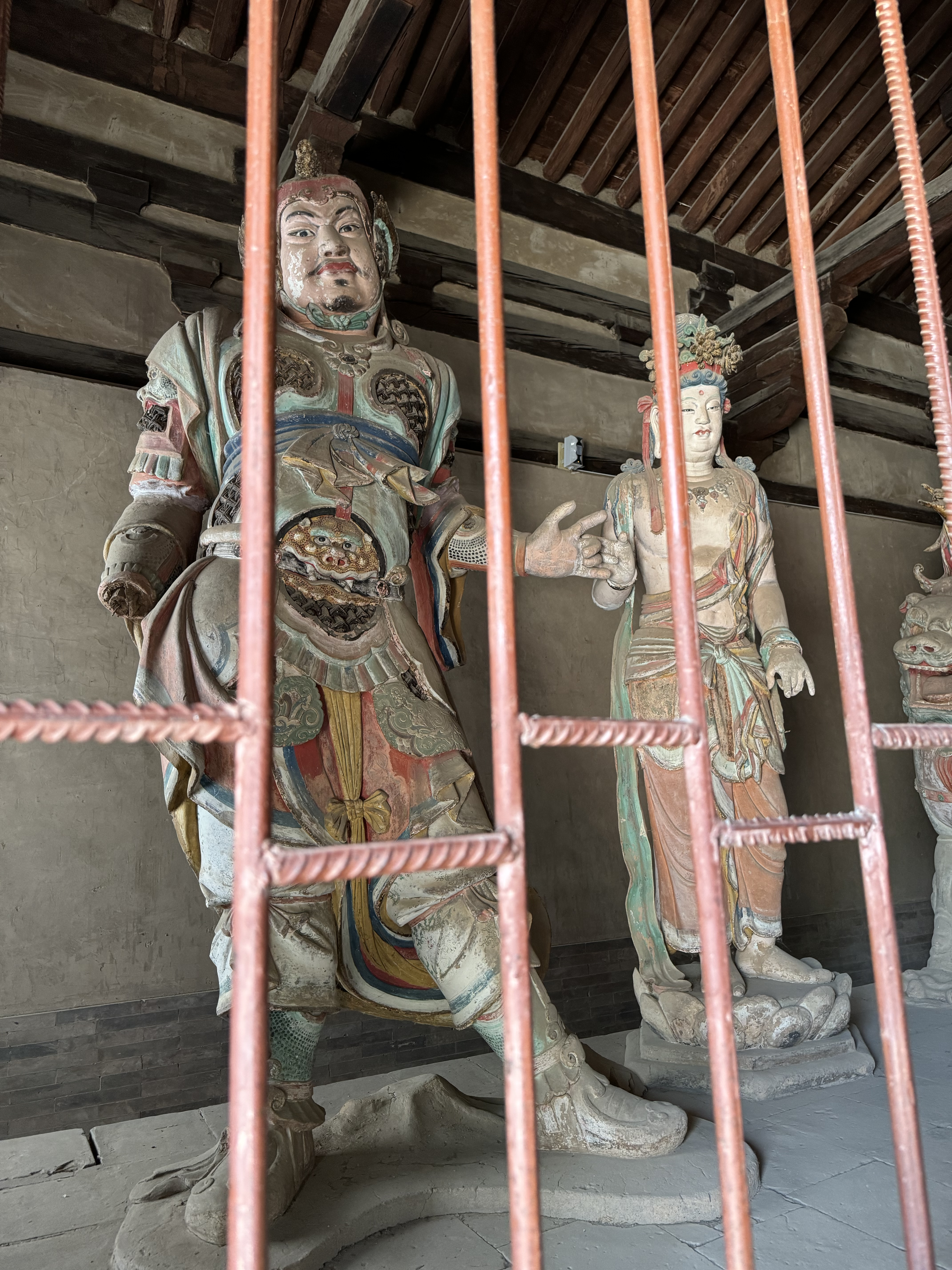
左侧天王和侍立菩萨
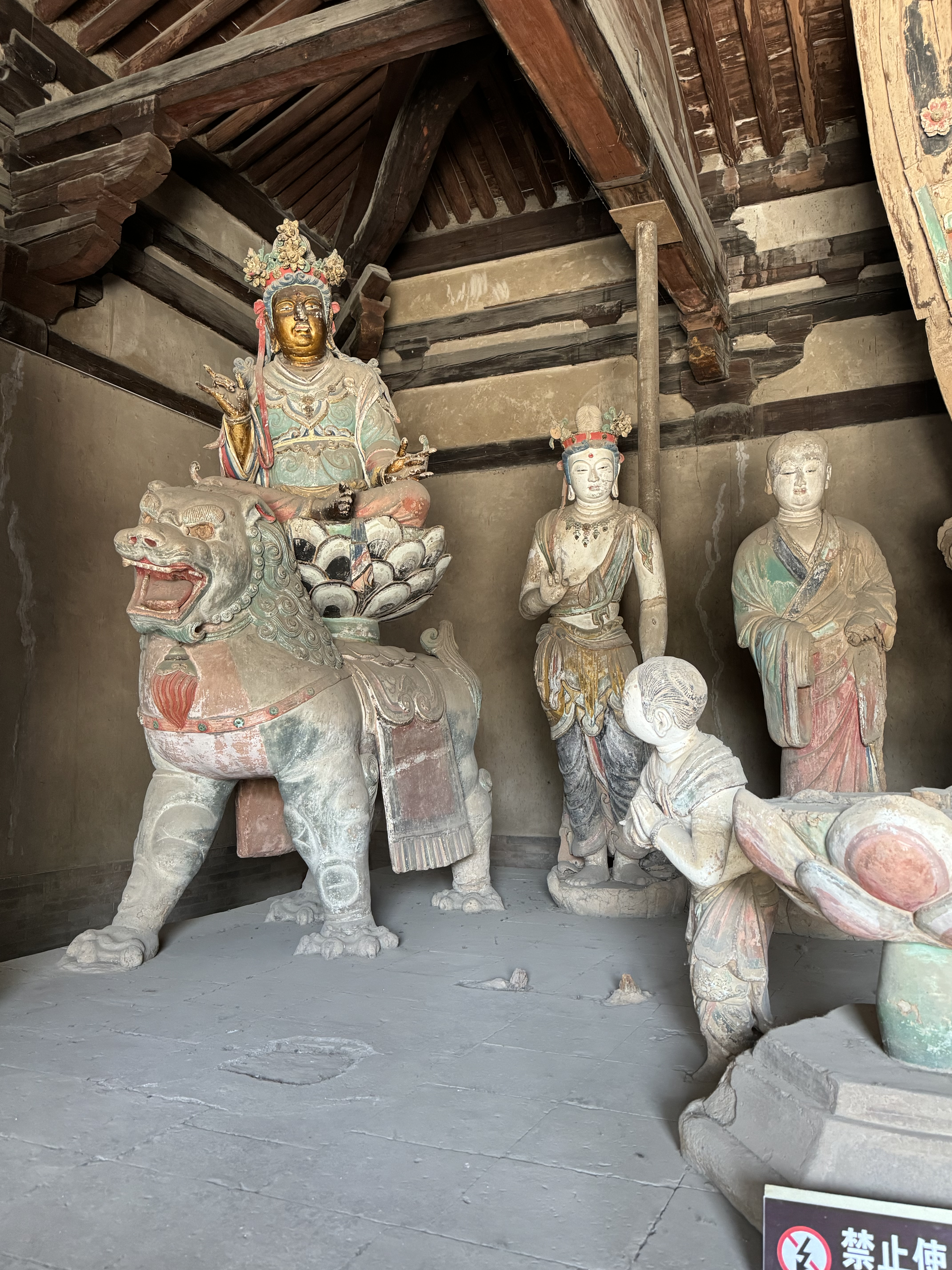
文殊菩萨、童子、胁侍菩萨和弟子阿難
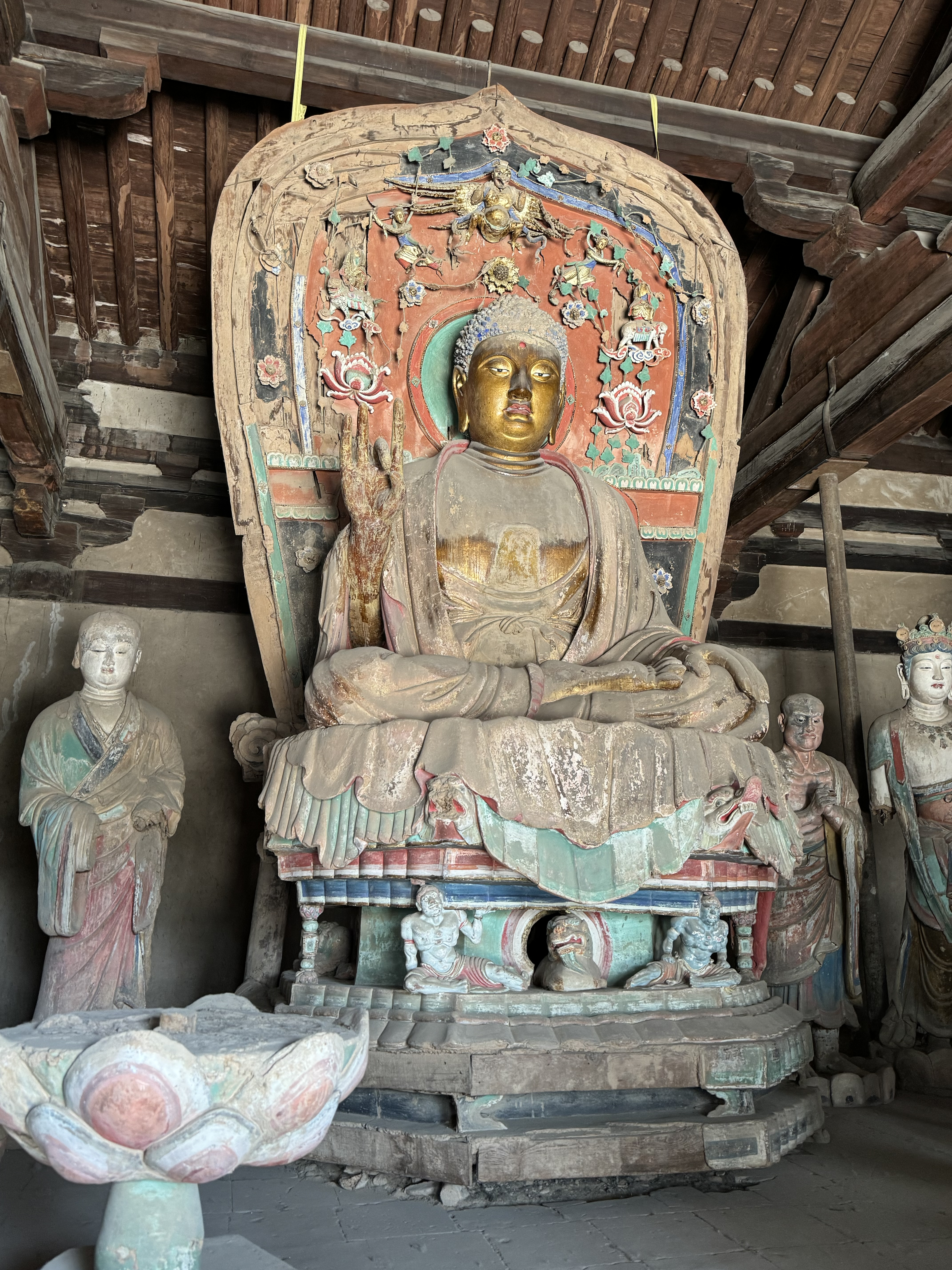
释迦牟尼和二弟子
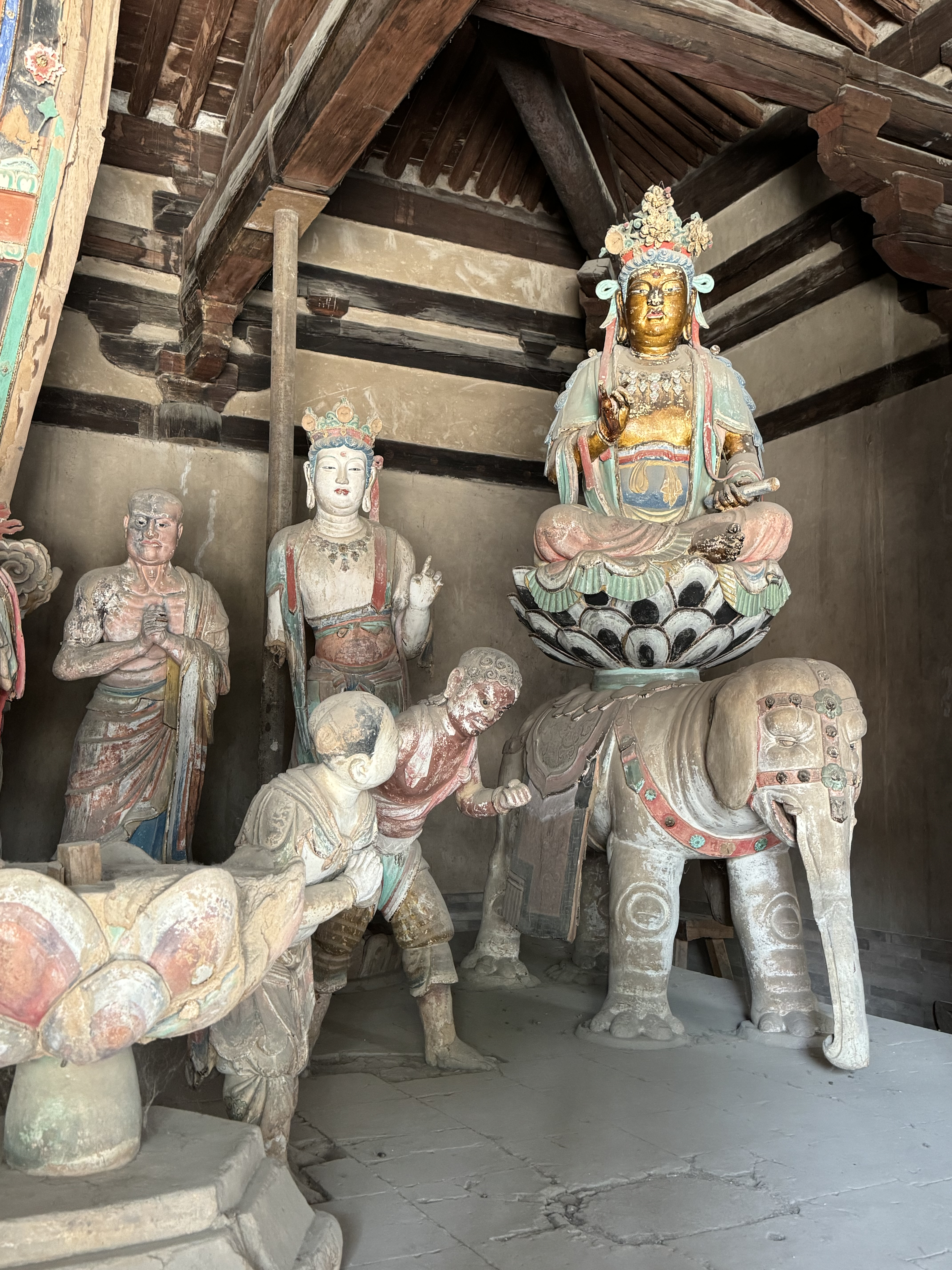
普贤菩萨、獠蛮、童子、胁侍菩萨和弟子迦叶
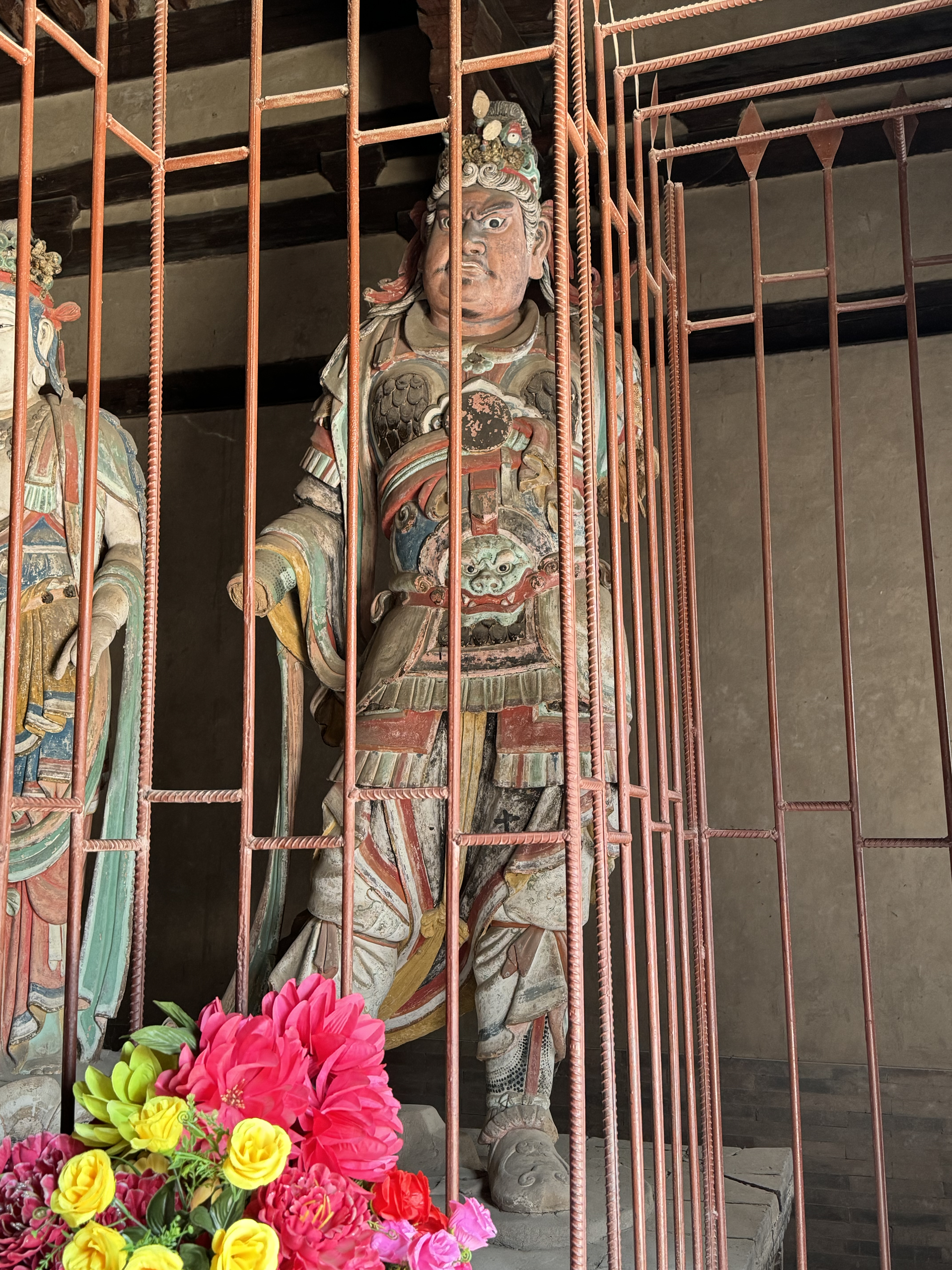
右侧天王和侍立菩萨

## 1999年和2011年盗窃案
自改开以来，山西文物犯罪尤为严重。根据《中国文物报》1999年12月12号报道，1999年11月24日晚7点左右，三名武装歹徒闯进了南禅寺。三人手持手枪、钢管、钢刀和当时正在值班的文管员扭打在一起。制服文管员后，又制服了闻声而来的妻子。三人随后割断电话线以防止联系外界。除留下一人看守外，剩余二人撬开殿门并砸开内部铁栏杆锁。其后二人入内疯狂作案，造成了无可挽回的损失。根据文物报描述和照片，正中释迦牟尼佛泥塑当胸被挖开大洞，释迦牟尼右侧(参观者的左侧)文殊菩萨背部被挖开，其余几尊塑像背部也不太程度被破坏 (此二人专业且歹毒，其目标便是作装藏。作装藏为佛肚里中的佛经、画卷。南禅寺佛像为木骨泥塑，其在外头糊泥之前边会把装藏放入塑像内部)。二人之后开始盗唐代塑像，其将文殊菩萨坐骑旁的狮奴(或称昆仑奴)脚跟处掰断（现在狮奴两脚底部还是粘连在佛坛之上）。二者然后用钢锯锯断坐于莲花宝座上的左右两尊供养菩萨。在此期间，回家吃完晚饭返回值夜班的文管员入寺后被歹徒击中，腿部骨折。可能是鉴于突然到来的第三个文管员，歹徒终止了盗更多塑像的打算。其用文管所床被包裹三尊被盗塑像后逃跑。当晚十点，最初被制服的文管员的妻子用剪刀解开其绳索，其跑回村里电话报警。山西省公安厅后介入，此案也向国家文物局和省政府通报。在文章中专家估计这是专业文物贩子指定歹徒，有组织有预谋地抢劫，然后迅速走私出境。虽然此案收到省和国家层面的高度关注，但至今依然未能破案。被盗三尊塑像和腹内文物依然下落不明。
2008年4月《文物》 发表了一片“五台山南禅寺旧藏北魏金刚宝座石塔”，其第一次将此座塔带入学术视野。但在此之后此塔一直未被妥善管理。塔长期搁置在南禅寺大殿角落。2011年8月8日，五台县公安局接报，南禅寺大殿内角落摆放的一个唐代（此座北魏）小型石塔被盗。山西省公安厅，忻州市公安局，五台县人民政府，五台县公安局多次召开案情讨论会，成立专案组对此案件进行侦破。但和1999年案件一样，至今未能破案且此文物依然下落不明。

## 拍照争议

### 禁止游客拍照
2024年1月15日，新浪微博用户Mortonstyle发视频称，南禅寺一工作人员阻止游客对文物拍照，双方发生争执，工作人员阻止拍照并动手打人，游客则让工作人员提供法律规定。视频画面中南禅寺大殿中有“禁止拍照”的牌子。15日下午，忻州市文物局工作人员称，这方面归文旅局管理。之后，山西省文旅局工作人员表示，需要联系文物局。之后，山西省文物局办公室工作人员称，有部分文物是不允许拍摄的，但具体情况不清楚，后续会有官方发布。
此事件后，南禅寺和佛光寺均允许室内对文物拍照。其以将“禁止拍照”警示牌换成“禁止使用闪光灯”。

## 图库

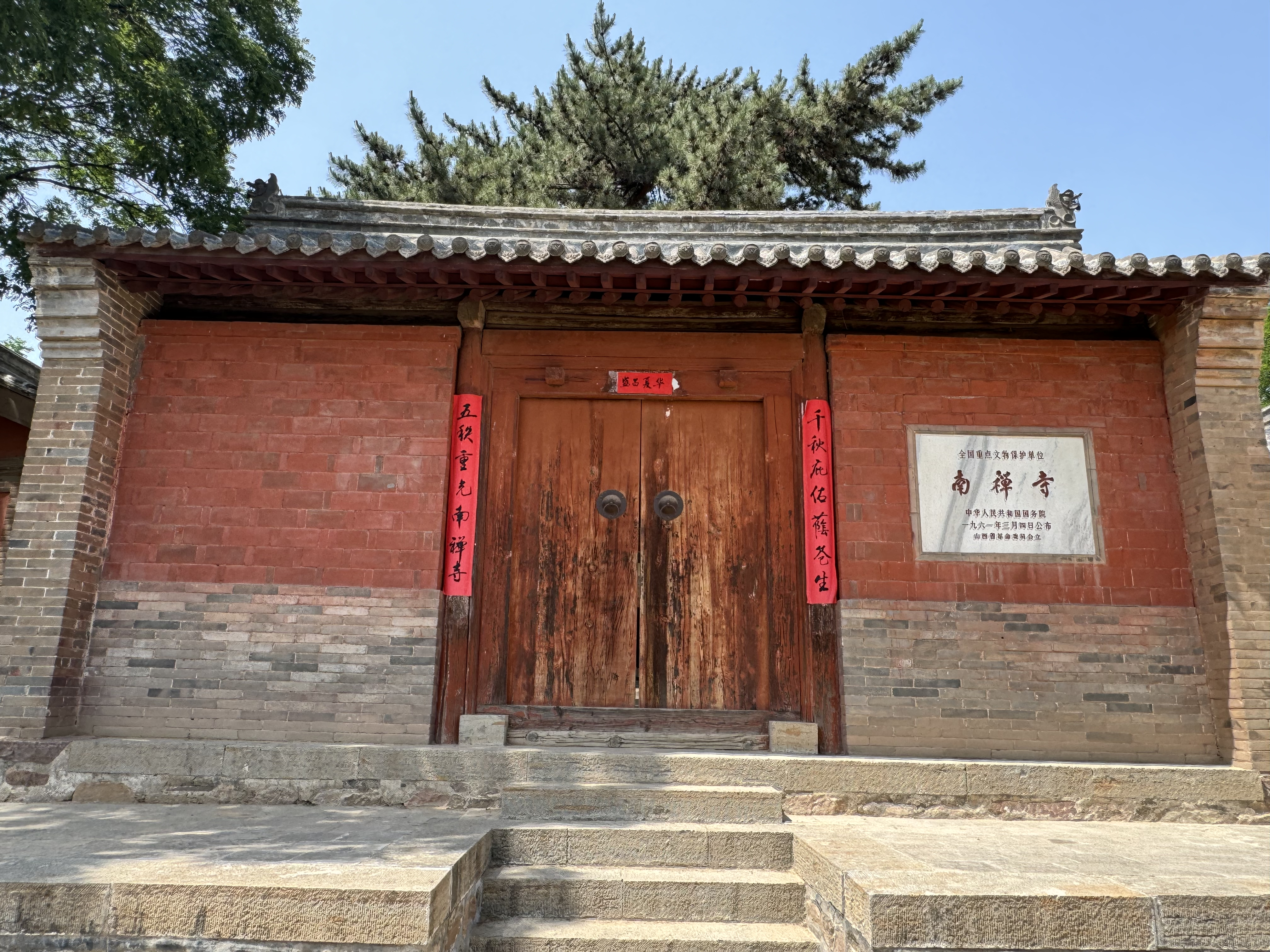
观音殿
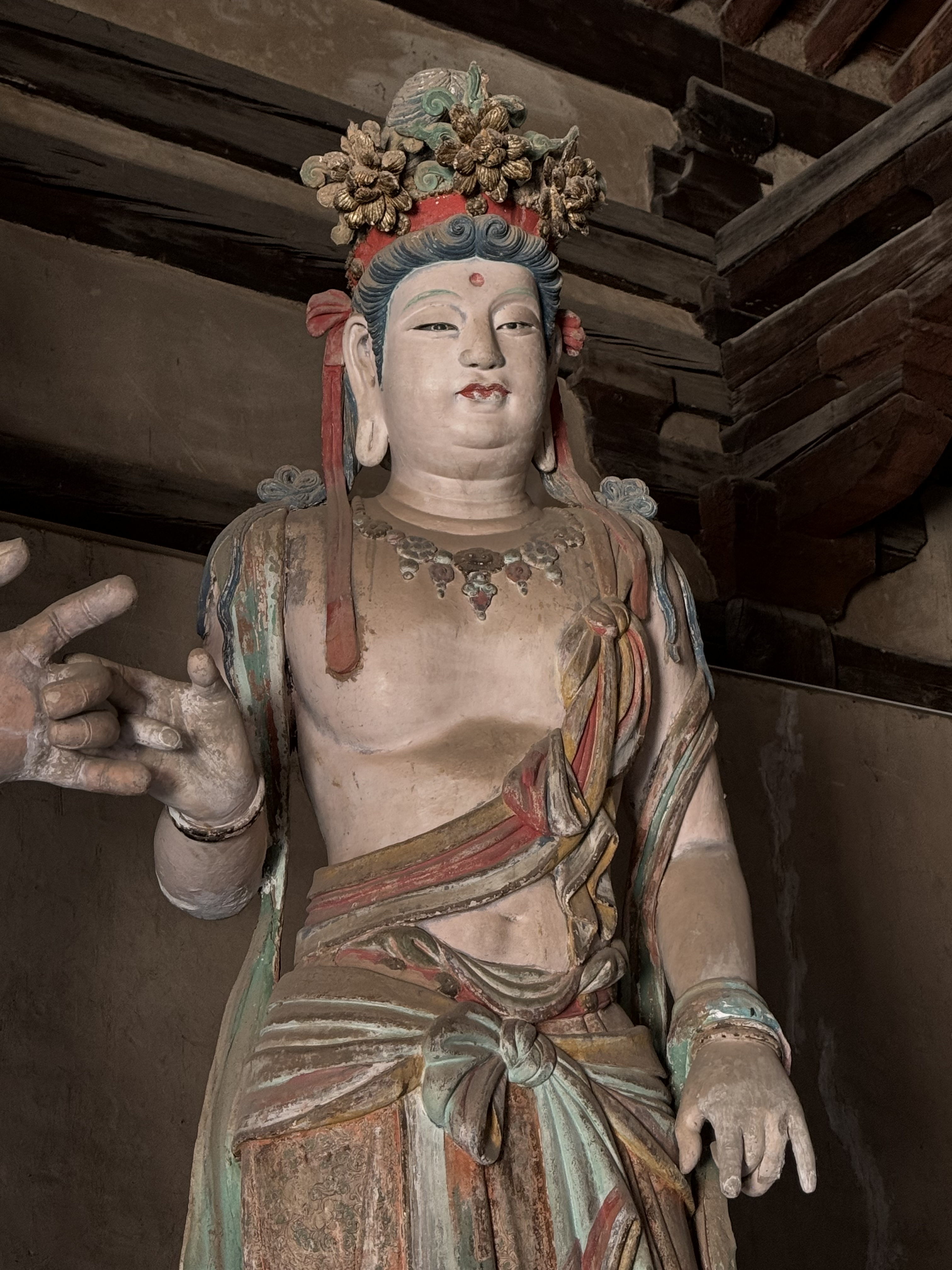
左侧侍立菩萨
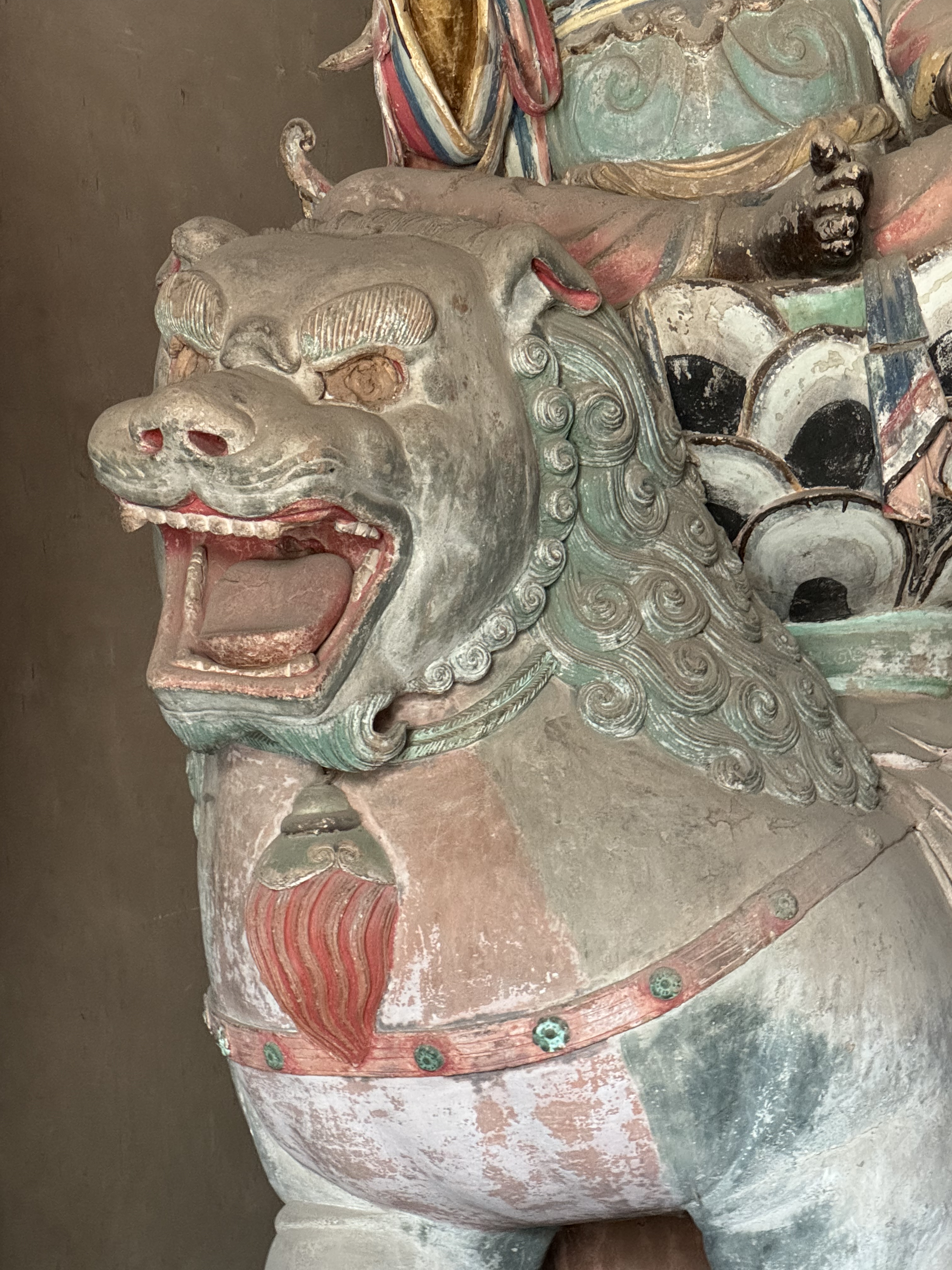
青狮
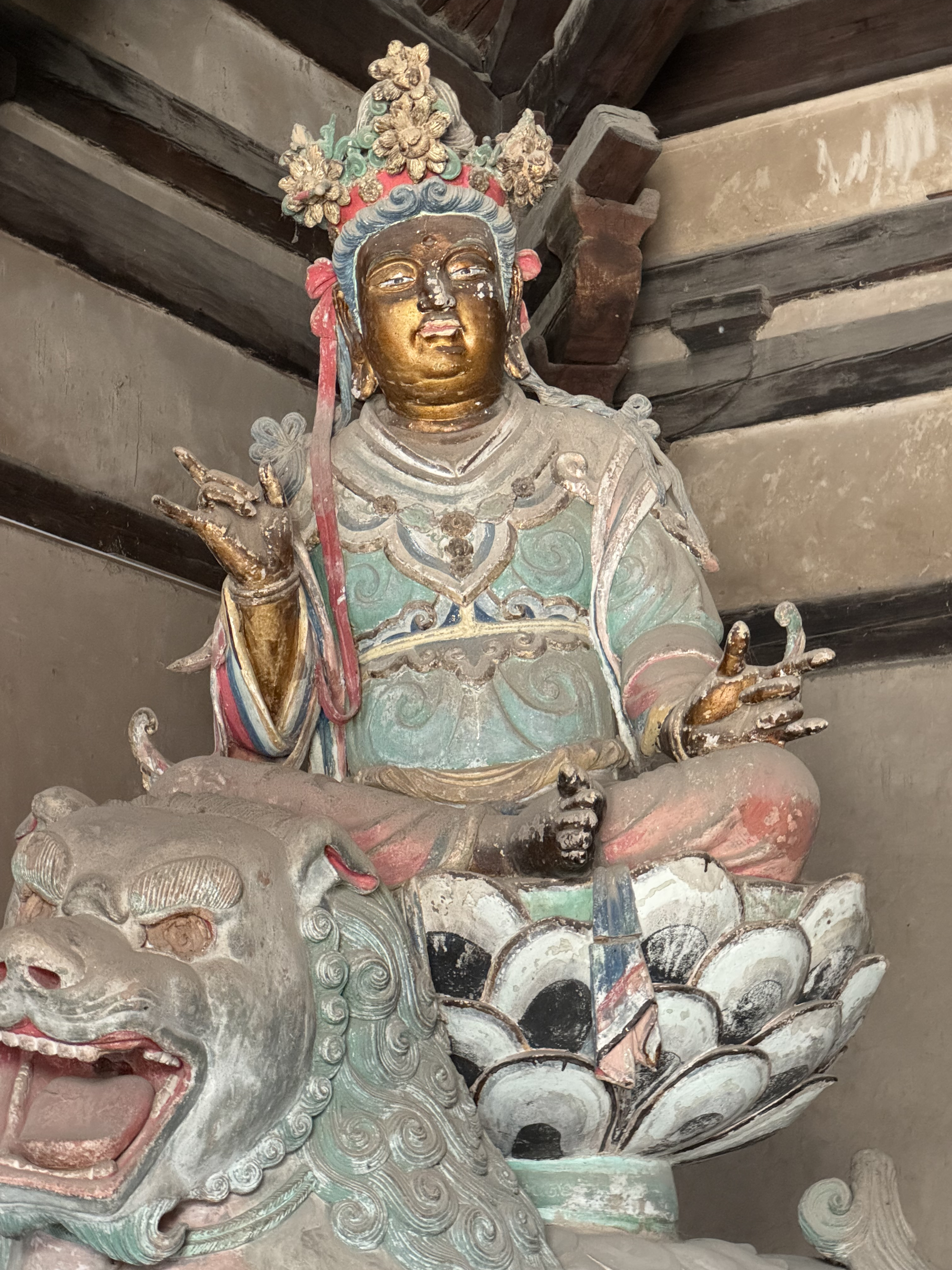
文殊菩萨
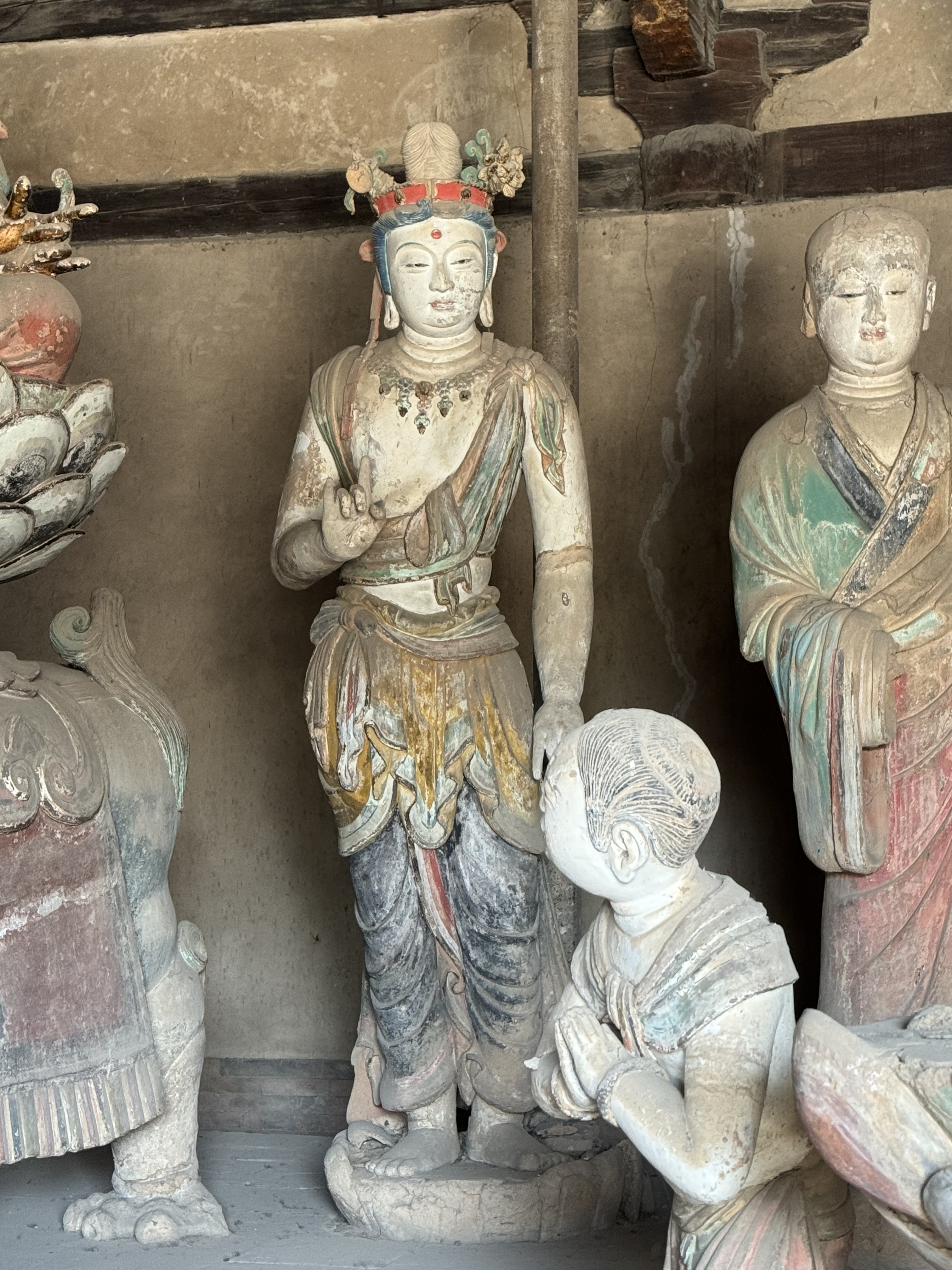
左侧胁侍菩萨
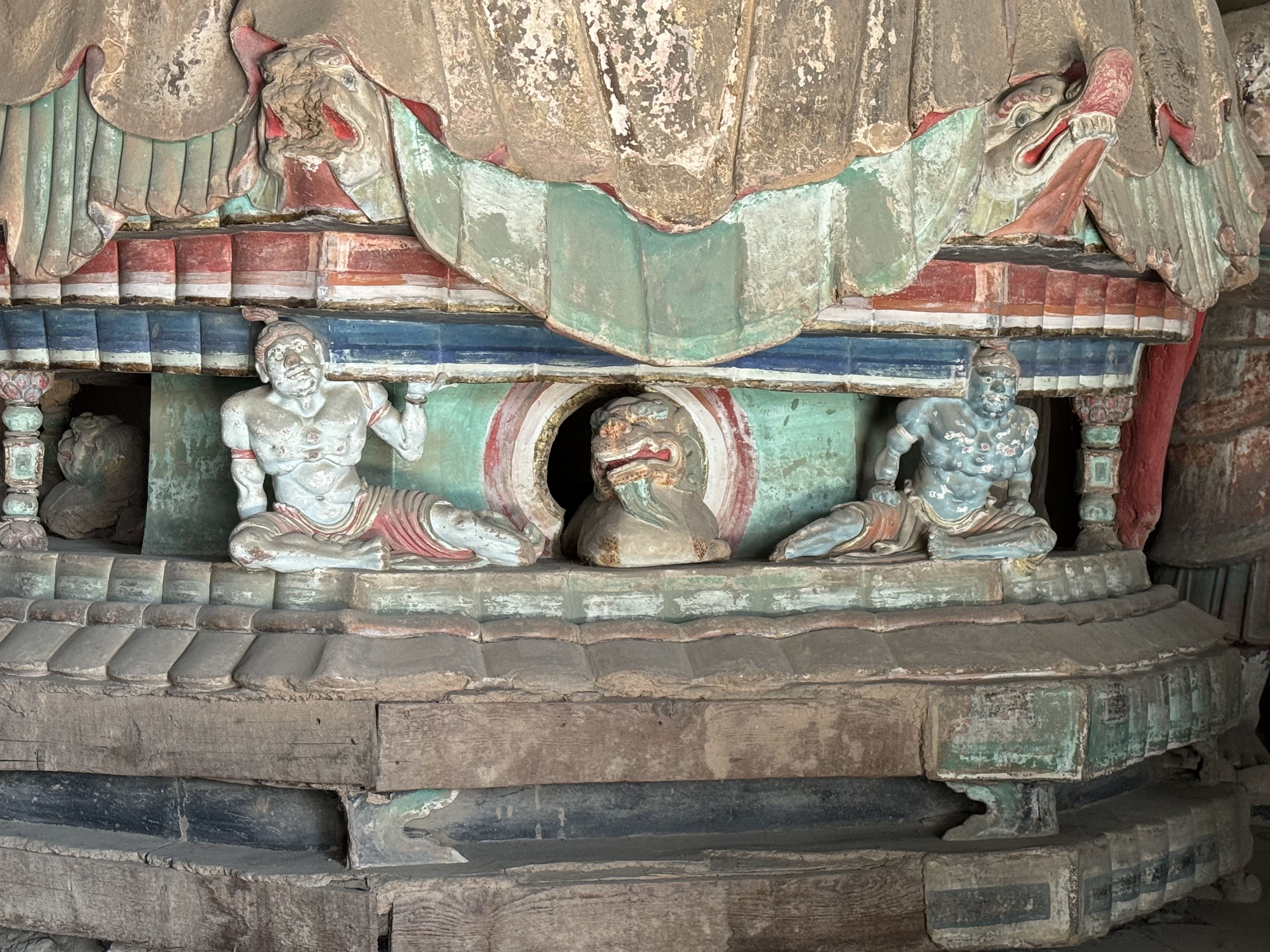
释迦牟尼须弥座特写
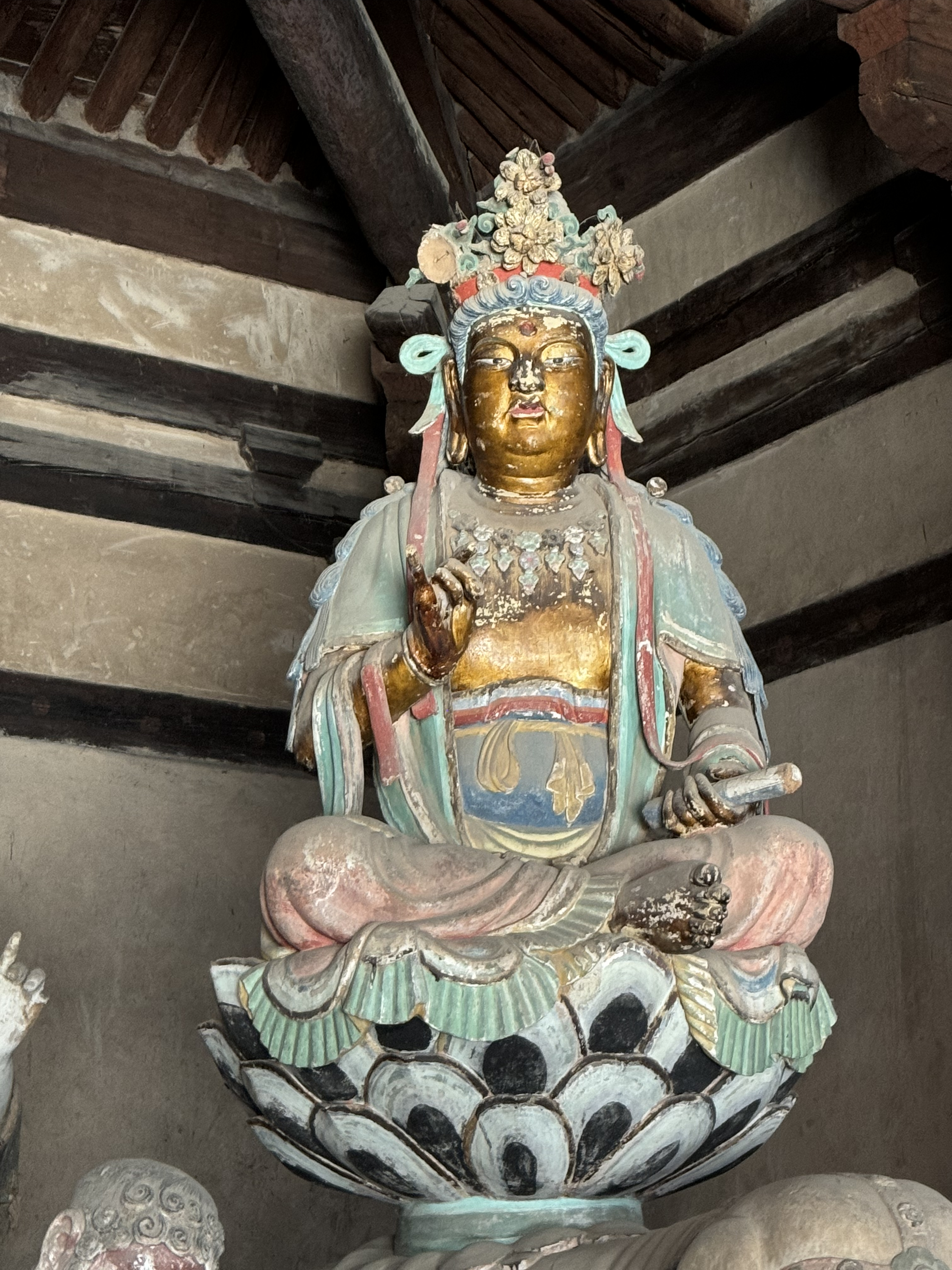
普贤菩萨
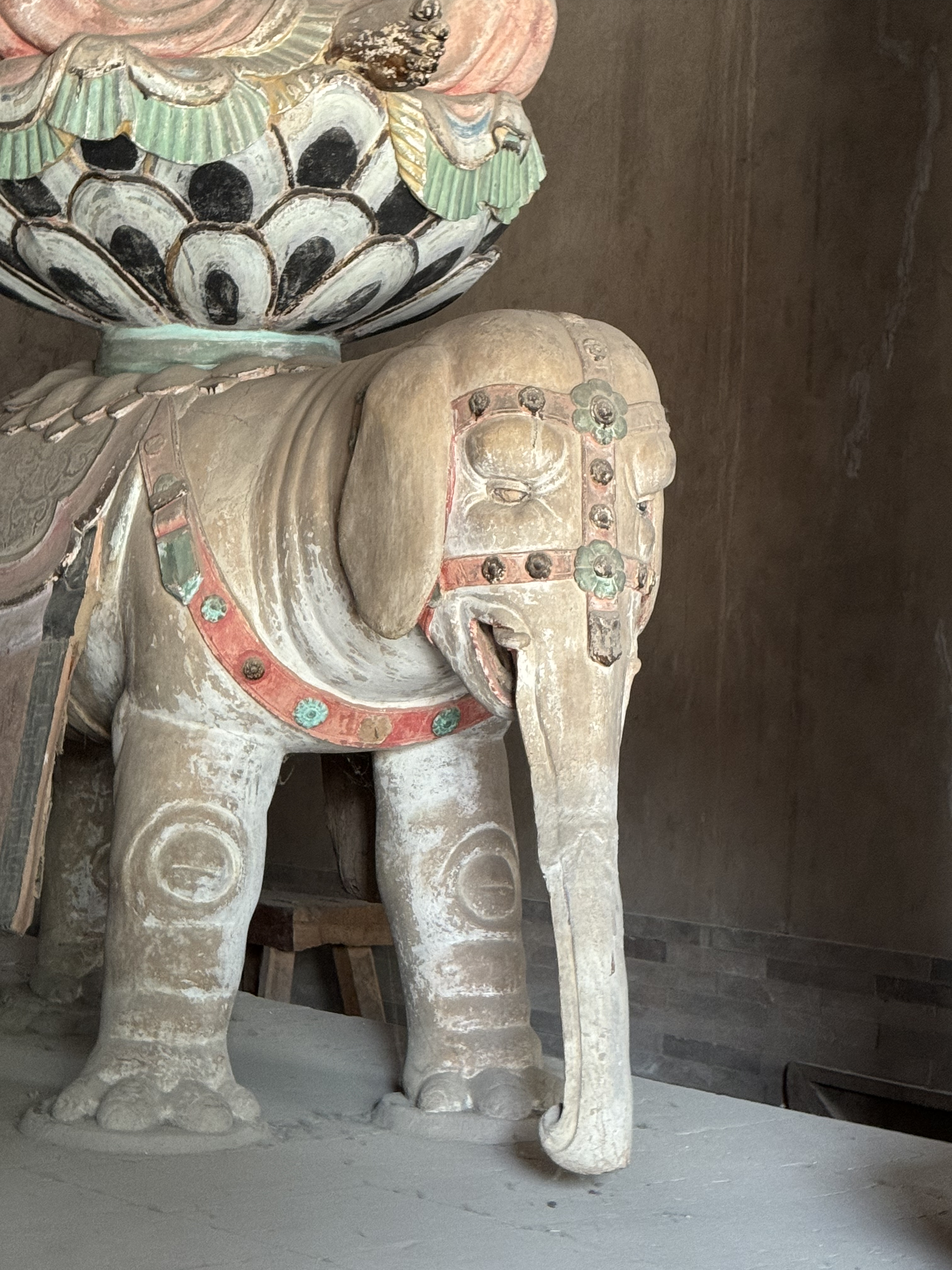
白象
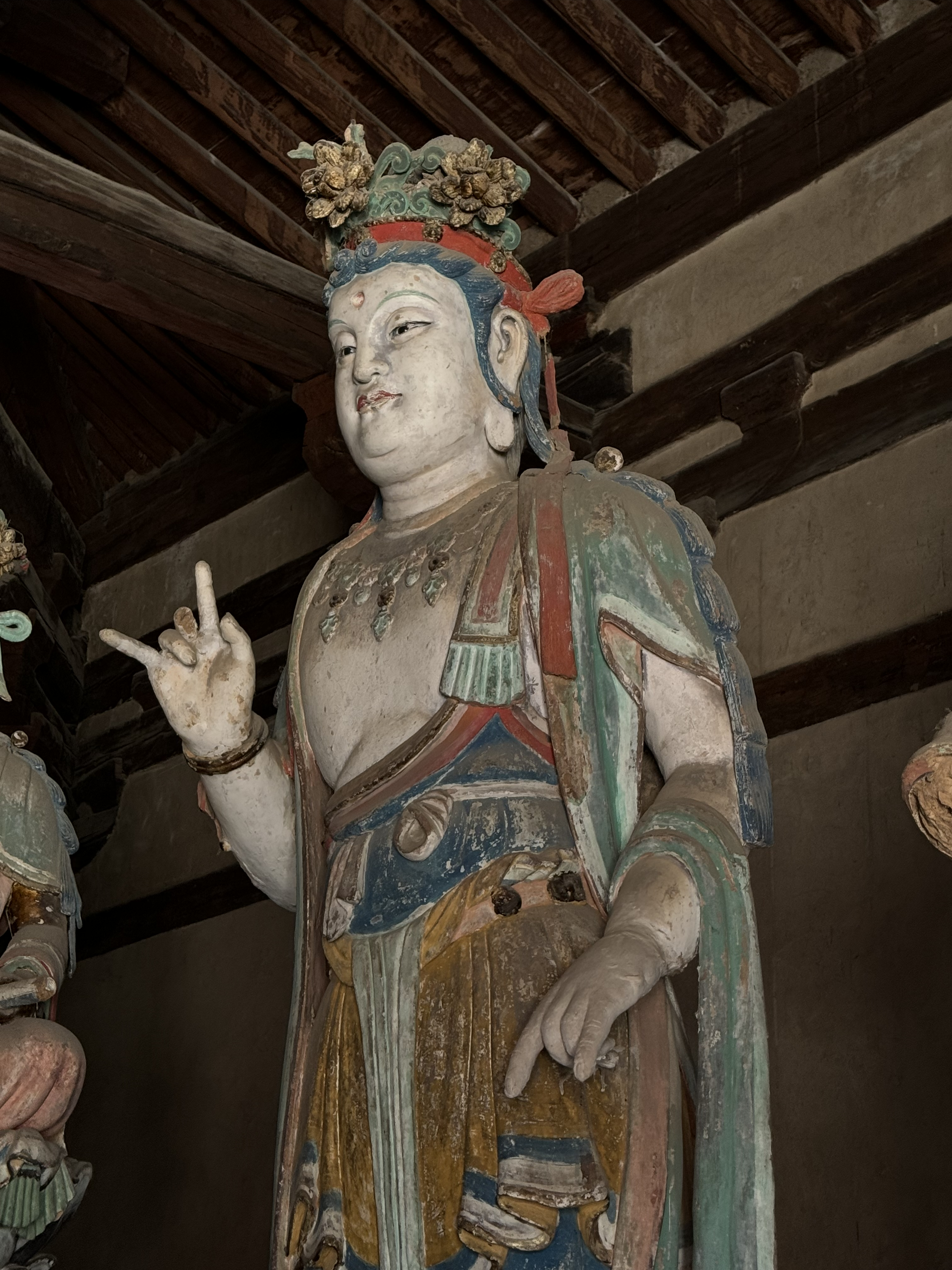
右侧侍立菩萨

## 条目脚注
1. ↑  本篇条目括号内年份使用公元纪年，下不注明。
2. ↑  单檐九脊顶，即单檐歇山顶。
3. ↑  唐中期，一般为705年至805年，也有说742年至820年。
4. ↑  栌斗宽48厘米，耳高12厘米，平高5厘米，欹高13厘米。
5. ↑  一说为素枋。
6. ↑  偷心，即出跳（华栱、昂）上未使横栱。
7. ↑  交互斗24×29厘米，耳高7厘米，平高3.5厘米，欹高7.5厘米。
8. ↑  又称搭牵、劄牵。